# Tour de Colombie 2015
Le Tour de Colombie 2015 a lieu du 2 au 15 août 2015. La Vuelta a Colombia "¡Infraestructura en Marcha!" (nom officiel) est inscrite au calendrier de l'UCI America Tour 2015, en catégorie 2.2. Sur un total de 167 coureurs au sein de 18 équipes qui débutent la course à Bogota, seuls 133 parcourent les 1 696,5 km pour atteindre l'arrivée à Medellín.
La 65e édition de cette épreuve est remportée par l'Espagnol Óscar Sevilla, alors qu'il est deuxième au départ de la treizième et dernière étape. Il devient le premier coureur, non natif de Colombie, à remporter trois Vueltas et seulement le quatrième à le réaliser de manière consécutive (après Ramón Hoyos, Luis Herrera et Libardo Niño).

## Présentation

### Parcours
Le Tour de Colombie 2015 est composé de treize étapes, dont six qui traversent la région de l'Eje cafetero. La course, qui débute dans la capitale colombienne, Bogota, traverse ensuite les départements de Boyacá, Caldas, Quindío, Risaralda et Valle del Cauca avant de se terminer en territoire antioqueño, à Medellín.
Pour la première fois de son histoire, cette course cycliste inclut trois contre-la-montre dont le premier par équipes. Le contre-la-montre terminal, disputé sur les hauteurs de Medellín, se déroulera en nocturne. Sur les treize étapes, sept se déroulent en montagne.

### Équipes participantes
| Dossards | Équipe                                |
| -------- | ------------------------------------- |
| 1-10     | EPM - Tigo - Une - Área Metropolitana |
| 11-20    | Raza de Campeones - Lotería de Boyacá |
| 21-30    | Movistar Team América                 |
| 31-40    | Coldeportes - Claro - Zenú            |
| 41-50    | Redetrans - Supergiros                |
| 51-60    | Orgullo Antioqueño                    |
| 61-70    | GW Shimano - Chaoyang - Envía         |
| 71-80    | Formesan - Bogotá Humana              |
| 81-90    | Manzana Postobón                      |

| Dossards | Équipe                                                  |
| -------- | ------------------------------------------------------- |
| 91-100   | PR - Pijaos                                             |
| 101-108  | Rionegro con más futuro                                 |
| 111-120  | Fuerzas Armadas - Ejército Nacional                     |
| 121-129  | EBSA - Indeportes Boyacá                                |
| 131-139  | Coordinadora - FundaRujano - Alcaldía de Villa de Leyva |
| 141-148  | Aguardiente Néctar - Alcaldía de Cota - 4WD Rent a Car  |
| 151-158  | D'Amico Bottecchia                                      |
| 161-167  | Coopenae - Extralum Economy                             |
| 171-179  | Indersantander - Gobierno de la Gente                   |

### Principaux favoris
De nombreux coureurs peuvent espérer ramener la maillot jaune à Medellín. On note la présence de l'Espagnol Óscar Sevilla, vainqueur des deux précédentes éditions. Le champion de Colombie sur route 2015 Robinson Chalapud, Hernando Bohórquez et le Bolivien Óscar Soliz sont également cités en tant que favoris de cette épreuve. D'autres outsiders sont aussi nommés, à savoir Eduardo Estrada et le Vénézuélien José Rujano ou encore Fernando Camargo et l'Américain Christopher Horner. Ce dernier et son équipe, Airgas-Safeway, font finalement faux-bond à l'organisation du Tour de Colombie après que le Tour de l'Utah leur a proposé une wild-card pour participer à leur édition 2015 qui a également lieu en août.

Les favoris pour le classement général du Tour de Colombie.
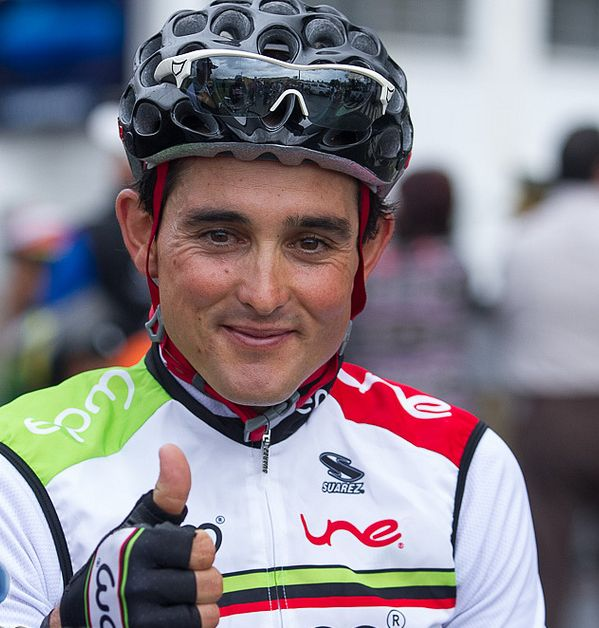
Óscar Sevilla
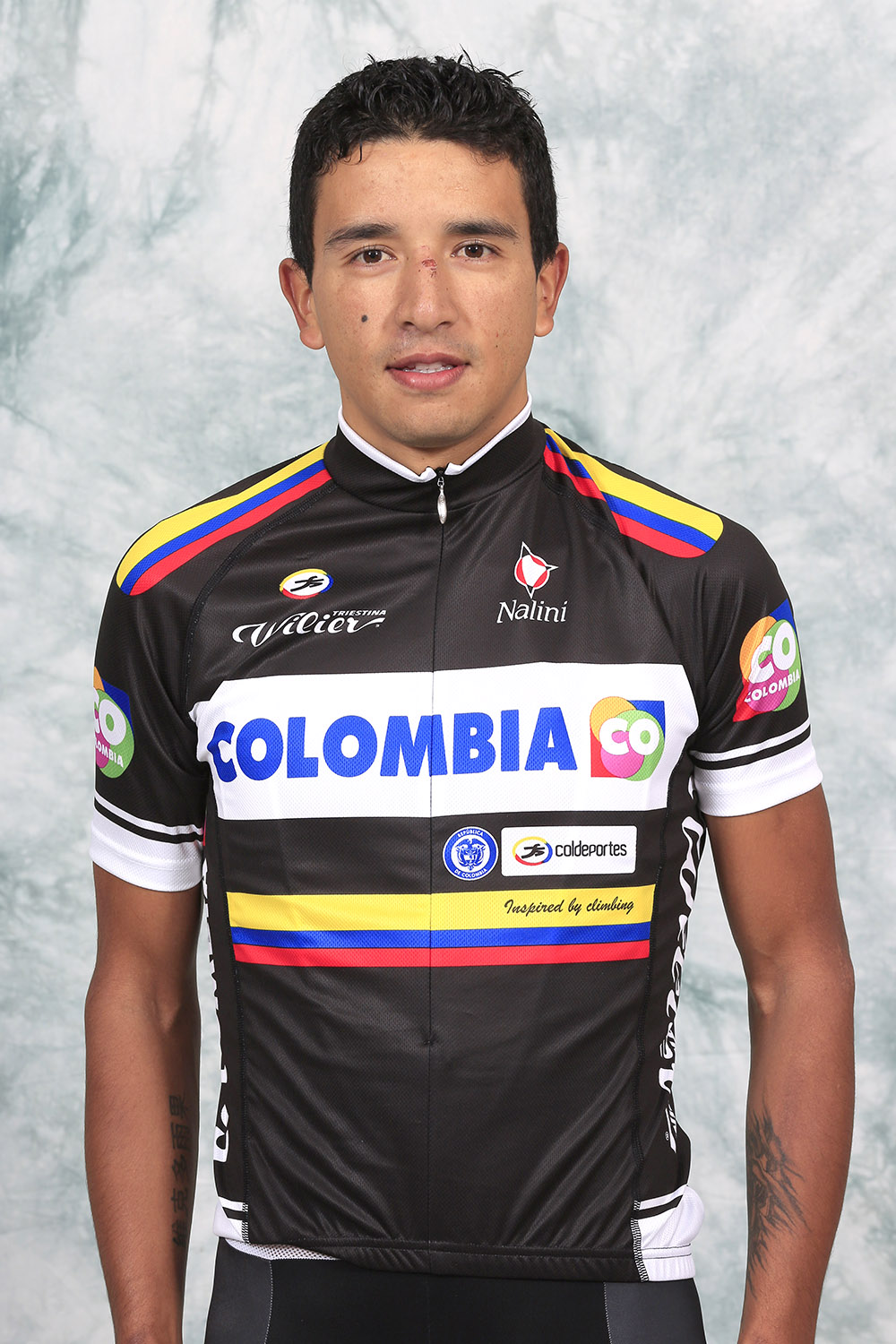
Robinson Chalapud
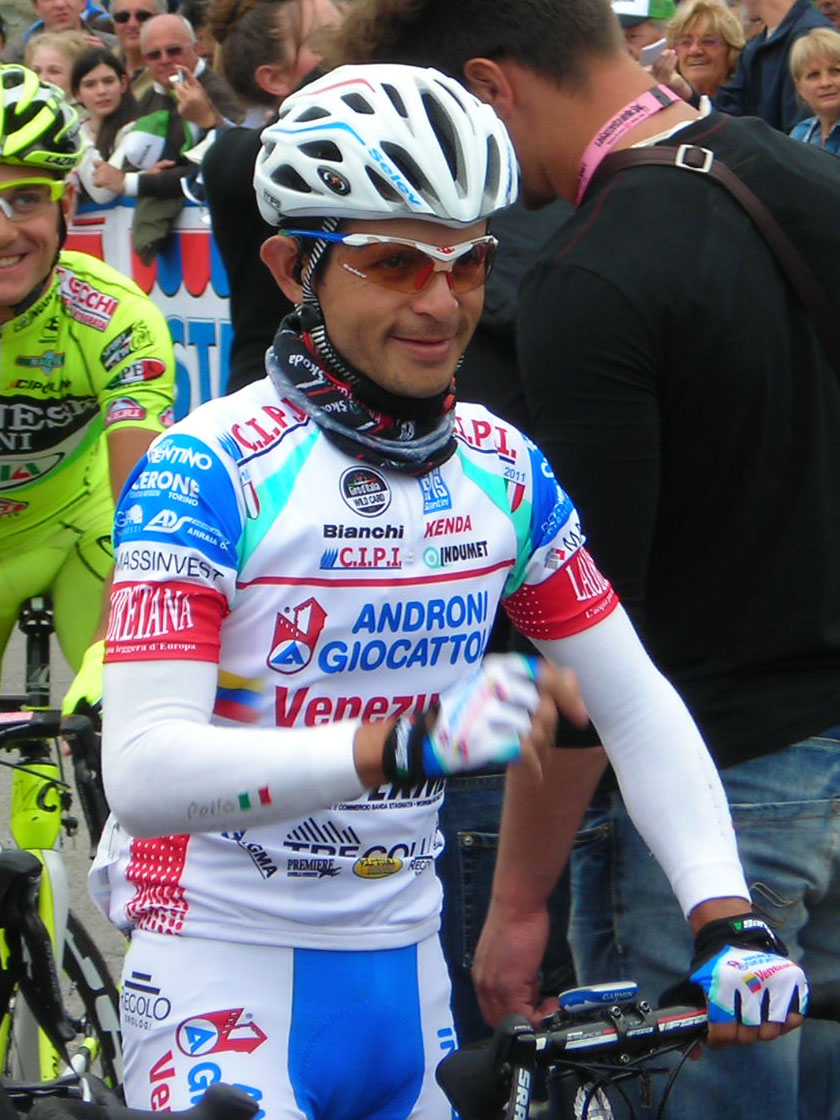
José Rujano
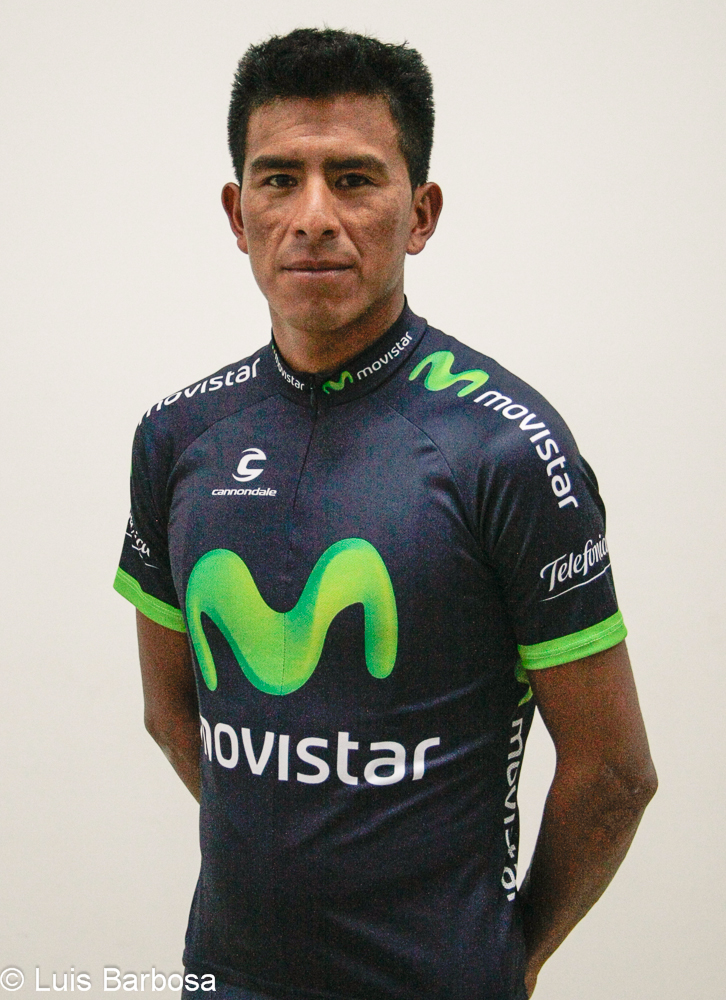
Óscar Soliz

### Règlement de la course

#### Primes
Le montant des prix et des primes distribués par l'organisateur se montent à 129 930 000 pesos colombiens. Le tableau ci-dessous liste les primes accordées aux premiers d'étapes et aux dix premiers du classement final.
| Position           | 1er          | 2e           | 3e          | 4e          | 5e          | 6e          | 7e          | 8e          | 9e          | 10e         |
| Classement général | 30 000 000 $ | 11 500 000 $ | 9 000 000 $ | 3 500 000 $ | 2 500 000 $ | 1 500 000 $ | 1 300 000 $ | 1 200 000 $ | 1 000 000 $ | 1 000 000 $ |
| Par étape          | 600 000 $    | 400 000 $    | 300 000 $   | 200 000 $   | 150 000 $   | 120 000 $   | 100 000 $   | 90 000 $    | 80 000 $    | 70 000 $    |

## Les étapes
| Étape     | Date    | Villes étapes                                 |                                                   | Distance (km) | Vainqueur d’étape                     | Leader du classement général |
| --------- | ------- | --------------------------------------------- | ------------------------------------------------- | ------------- | ------------------------------------- | ---------------------------- |
| 1re étape | 2 août  | Bogota - Bogota                               |                                                   | 24,1          | EPM - Tigo - Une - Área Metropolitana | Óscar Sevilla                |
| 2e étape  | 3 août  | Bogota - Paipa                                |                                                   | 174,6         | Wilmer Rodríguez                      | Jaime Castañeda              |
| 3e étape  | 4 août  | Paipa - Cota                                  |                                                   | 172,1         | José de Jesús Jaimes                  | Jaime Castañeda              |
| 4e étape  | 5 août  | Guaduas - Caño Alegre - Guaduas               |                                                   | 203,8         | Edwin Sánchez                         | Jaime Castañeda              |
| 5e étape  | 6 août  | Mariquita - Ibagué                            |                                                   | 172,5         | Paul Betancourt                       | Gabriel Mendoza              |
| 6e étape  | 7 août  | Ibagué - Salento                              | Épreuve de montagne                               | 136,6         | Alejandro Serna                       | Mauricio Ortega              |
| 7e étape  | 8 août  | Armenia - Riosucio                            |                                                   | 156,7         | Camilo Gómez                          | Mauricio Ortega              |
| 8e étape  | 9 août  | Viterbo - La Virginia                         | Contre-la-montre individuel                       | 23,2          | Rafael Infantino                      | Mauricio Ortega              |
| Repos     | 10 août | Pereira                                       |                                                   | -             | -                                     | -                            |
| 9e étape  | 11 août | Cartago - Alto del Boquerón (El Tambo)        |                                                   | 157,1         | Óscar Sevilla                         | Mauricio Ortega              |
| 10e étape | 12 août | Villamaría - Alto de Minas                    | Épreuve de montagne                               | 162,2         | Óscar Rivera                          | Mauricio Ortega              |
| 11e étape | 13 août | Don Matías - Ituango                          | Épreuve de montagne                               | 146,7         | Juan Pablo Suárez                     | Mauricio Ortega              |
| 12e étape | 14 août | Ituango - Bello                               |                                                   | 153,1         | Luis Felipe Laverde                   | Mauricio Ortega              |
| 13e étape | 15 août | Medellín - Medellín (Alto de Las Palmas (es)) | Contre-la-montre individuel · Épreuve de montagne | 17,5          | Óscar Sevilla                         | Óscar Sevilla                |

## Récit de la course

### 1reétape
Comme l'année précédente, la formation EPM - Tigo - Une - Área Metropolitana s'impose dans le contre-la-montre par équipes, confirmant ainsi les pronostics.
|       | Équipe                                |    | Temps       |
| ----- | ------------------------------------- | -- | ----------- |
| 1     | EPM - Tigo - Une - Área Metropolitana | en | 26 min 30 s |
| 2     | Orgullo Antioqueño                    | en | 26 min 41 s |
| 3     | GW Shimano - Chaoyang - Envía         | en | 27 min 9 s  |
| 4     | EBSA - Indeportes Boyacá              | en | 27 min 30 s |
| 5     | Movistar Team América                 | en | 27 min 31 s |
| ...11 | Coldeportes - Claro - Zenú            | en | 28 min 20 s |

|       | Coureur             | Pays     | Équipe                                |    | Temps       |
| ----- | ------------------- | -------- | ------------------------------------- | -- | ----------- |
| 1     | Óscar Sevilla       | Espagne  | EPM - Tigo - Une - Área Metropolitana | en | 26 min 30 s |
| 2     | Róbigzon Oyola      | Colombie | EPM - Tigo - Une - Área Metropolitana |    | m.t.        |
| 3     | Jaime Castañeda     | Colombie | EPM - Tigo - Une - Área Metropolitana |    | m.t.        |
| ...12 | Mauricio Ortega     | Colombie | Orgullo Antioqueño                    | à  | 10 s        |
| ...82 | Camilo Gómez        | Colombie | Coldeportes - Claro - Zenú            | à  | 30 s        |
| ...83 | Alejandro Ramírez   | Colombie | Coldeportes - Claro - Zenú            | à  | 30 s        |
| ...86 | Luis Felipe Laverde | Colombie | Coldeportes - Claro - Zenú            | à  | 30 s        |

La première étape est disputée dans les rues de la capitale colombienne, Bogota, sur une distance de 24,1 km, entre l'avenue Boyacá et le parc El Tunal (es). Vainqueur d'étape en 2014, et pourtant inscrit, Álvaro Gómez n'y prend pas part.
L'équipe EBSA - Indeportes Boyacá est la première à réaliser un temps de référence, effectuant le parcours en 27 min 30 s, et prenant pour une seconde le dessus sur les Movistar Team América (ils seront classés finalement quatre et cinquième). Puis, l'équipe continentale Orgullo Antioqueño réalise 26 min 41 s et prend la tête du classement provisoire. Ensuite, les GW Shimano accomplissent l'exercice en 27 min 9 s, ce qui leur permettront de finir l'étape à la troisième place (et à Aldemar Reyes de s'emparer du maillot de meilleur sub-23). Derniers à s'élancer et principaux favoris, les EPM - Une achèvent leur effort en 26 min 30 s, reléguant, ainsi, pour onze secondes, les Antioqueños au deuxième rang. En tête à tous les intermédiaires, la formation du vainqueur de l'an passé, Óscar Sevilla, perd quelques éléments, mettant même en difficulté son chef de file sur la fin de l'épreuve. Ses équipiers le laissent franchir en tête la ligne d'arrivée et Sevilla endosse, du même coup, le premier maillot de leader. Les principales déceptions sont les formations locale Coldeportes - Claro - Zenú et italienne D'Amico Bottecchia.
Cependant, selon le règlement, l'écart entre les différentes équipes ne peut dépasser trente secondes. Ainsi, l'Espagnol est lésé du fait que le temps réel ne soit pas pris en compte tandis que des hommes comme Óscar Soliz, finissant à 1 min 1 s de l'Espagnol, ou à 1 min 30 s tels que Fernando Camargo et Francisco Colorado en sont les grands bénéficiaires. Devant le peu d'entrain de certaines formations à disputer ce contre-la-montre par équipes, certains commentateurs s'interrogent sur le bien-fondé de commencer le Tour par cet exercice si particulier.

### 2eétape
Wilmer Rodríguez s'impose en territoire boyacense. Le sprint attendu, pour désigner le vainqueur d'étape, a bien lieu mais pour séparer deux rivaux et non un large comité comme supposé.
|       | Coureur           | Pays     | Équipe                                |    | Temps           |
| ----- | ----------------- | -------- | ------------------------------------- | -- | --------------- |
| 1     | Wilmer Rodríguez  | Colombie | Raza de Campeones - Lotería de Boyacá | en | 4 h 11 min 39 s |
| 2     | Sebastián Tamayo  | Colombie | Orgullo Antioqueño                    |    | m.t.            |
| 3     | Juan Pablo Forero | Colombie | Coldeportes - Claro - Zenú            | à  | 4 s             |
| ...7  | Jaime Castañeda   | Colombie | EPM - Tigo - Une - Área Metropolitana | à  | 4 s             |
| ...11 | Óscar Sevilla     | Espagne  | EPM - Tigo - Une - Área Metropolitana | à  | 4 s             |

|       | Coureur             | Pays     | Équipe                                |    | Temps           |
| ----- | ------------------- | -------- | ------------------------------------- | -- | --------------- |
| 1     | Jaime Castañeda     | Colombie | EPM - Tigo - Une - Área Metropolitana | en | 4 h 38 min 13 s |
| 2     | Weimar Roldán       | Colombie | EPM - Tigo - Une - Área Metropolitana |    | m.t.            |
| 3     | Óscar Sevilla       | Espagne  | EPM - Tigo - Une - Área Metropolitana |    | m.t.            |
| ...10 | Mauricio Ortega     | Colombie | Orgullo Antioqueño                    | à  | 10 s            |
| ...58 | Camilo Gómez        | Colombie | Coldeportes - Claro - Zenú            | à  | 30 s            |
| ...67 | Luis Felipe Laverde | Colombie | Coldeportes - Claro - Zenú            | à  | 30 s            |
| ...71 | Alejandro Ramírez   | Colombie | Coldeportes - Claro - Zenú            | à  | 30 s            |

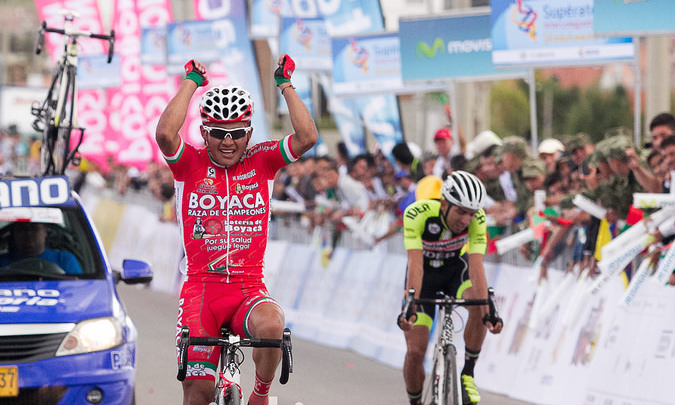
Wilmer Rodríguez devant Sebastián Tamayo à l'arrivée de la deuxième étape.

La deuxième étape s'élance de la capitale pour rejoindre le département de Boyacá, en passant par celui de Cundinamarca. Après trois étapes volantes, trois prix de la montagne répertoriés (tous de troisième catégorie) et 174,6 km de course, le peloton atteint Paipa, terme de la journée. Les 166 coureurs quittent Bogota par l'autoroute au nord de la ville jusque Tocancipá.
Les compétiteurs vivent un début d'étape mouvementé avec de nombreuses tentatives d'échappées vite avortées. Cependant, Marlon Pérez, en compagnie de deux ou trois autres compagnons, trouve l'ouverture et effectue 83 kilomètres en tête de la course. Cela lui permet d'endosser le maillot de leader du classement des étapes volantes (en s'imposant dans les deux premières). Puis, une autre fugue de sept coureurs se forme, où ont pris place Wilmer Rodríguez et Sebastián Tamayo. Lorsqu'à l'approche de l'arrivée, les équipes de sprinteur accélérant, le peloton se rapproche dangereusement, ces deux derniers s'enfuient (à cinq kilomètres du but) pour se disputer le gain de l'étape entre eux tandis que les autres sont absorbés. Le local Rodríguez s'impose face à son adversaire, réputé plus rapide, juste quatre secondes devant l'emballage du peloton, dominé par Juan Pablo Forero. Jaime Castañeda, septième de l'étape, déloge son coéquipier Óscar Sevilla, du haut de la hiérarchie pour enfiler la tunique jaune (Tamayo échouant de deux secondes pour son obtention).

### 3eétape
Pour la deuxième année consécutive, José de Jesús Jaimes s'impose à Cota, à l'issue d'un sprint, départagé à la photo-finish.
|      | Coureur              | Pays     | Équipe                                |    | Temps           |
| ---- | -------------------- | -------- | ------------------------------------- | -- | --------------- |
| 1    | José de Jesús Jaimes | Colombie | EBSA - Indeportes Boyacá              | en | 3 h 58 min 13 s |
| 2    | Jaime Castañeda      | Colombie | EPM - Tigo - Une - Área Metropolitana |    | m.t.            |
| 3    | Jhonathan Ospina     | Colombie | GW Shimano                            |    | m.t.            |
| ...7 | Óscar Sevilla        | Espagne  | EPM - Tigo - Une - Área Metropolitana |    | m.t.            |

|       | Coureur             | Pays     | Équipe                                |    | Temps           |
| ----- | ------------------- | -------- | ------------------------------------- | -- | --------------- |
| 1     | Jaime Castañeda     | Colombie | EPM - Tigo - Une - Área Metropolitana | en | 8 h 36 min 22 s |
| 2     | Óscar Sevilla       | Espagne  | EPM - Tigo - Une - Área Metropolitana | à  | 4 s             |
| 3     | Róbigzon Oyola      | Colombie | EPM - Tigo - Une - Área Metropolitana | à  | 4 s             |
| ...11 | Mauricio Ortega     | Colombie | Orgullo Antioqueño                    | à  | 14 s            |
| ...21 | Luis Felipe Laverde | Colombie | Coldeportes - Claro - Zenú            | à  | 31 s            |
| ...31 | Camilo Gómez        | Colombie | Coldeportes - Claro - Zenú            | à  | 34 s            |
| ...41 | Alejandro Ramírez   | Colombie | Coldeportes - Claro - Zenú            | à  | 34 s            |

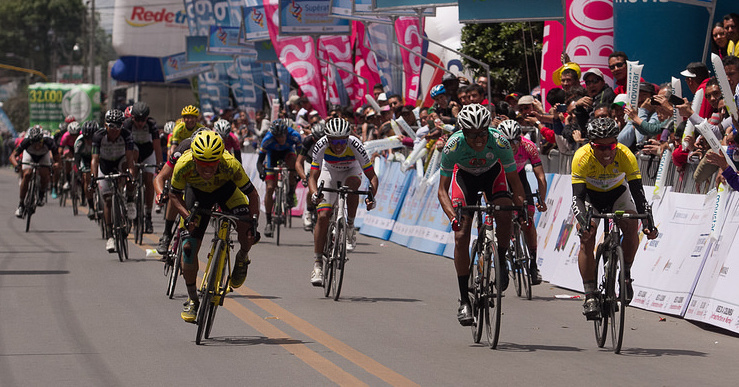
Sprint serré entre José de Jesús Jaimes, Jhonathan Ospina et Jaime Castañeda (de gauche à droite).

La journée voit les 166 participants quitter le département de Boyacá, pour revenir dans celui de Cundinamarca. Ils joignent les municipalités de Paipa à celle de Cota après 172,1 km de course, le passage de trois cols de troisième catégorie et avoir disputé trois sprints intermédiaires. L'arrivée est jugée devant la mairie de la cité cundinamarquesa.
Après un début d'étape tranquille, six coureurs prennent la poudre d'escampette et restent au devant de la course une bonne partie de la journée. Sebastián Caro, déjà échappé la veille, en profite pour consolider sa place au sommet du classement des meilleurs grimpeurs. Ils sont rejoints peu avant la troisième étape volante, où se produit le fait marquant du jour. Par l'imprudence d'un spectateur, Jahir Pérez est jeté à terre. Une cassure se produit dans le peloton. Trois des candidats au podium sont rejetés dans un deuxième groupe. Hernando Bohórquez, Fernando Camargo et Didier Sastoque vont perdre 2 min 4 s sur le reste des favoris. À l'arrivée, José de Jesús Jaimes s'impose à l'emballage, devant Jaime Castañeda et Jhonathan Ospina (qui dans un premier temps semblait avoir course gagné). Castañeda conserve la tête du classement général, et avec les quatre secondes de bonifications obtenues grâce à sa deuxième place, prend une légère distance avec ses équipiers, auparavant à égalité de temps avec lui.
En interview, Jaime Castañeda indique que son équipe était parfaitement informée de la chute et qu'elle a sciemment accéléré pour que les victimes de ce fait de course ne puissent faire la jonction et ainsi éliminer des prétendants à la victoire finale.

### 4eétape
Edwin Sánchez s'impose à Guaduas, après 170 km d'échappée, et offre à son équipe, EBSA - Indeportes Boyacá, sa deuxième victoire d'étape consécutive.
|      | Coureur           | Pays     | Équipe                                |    | Temps           |
| ---- | ----------------- | -------- | ------------------------------------- | -- | --------------- |
| 1    | Edwin Sánchez     | Colombie | EBSA - Indeportes Boyacá              | en | 5 h 29 min 33 s |
| 2    | Jaime Castañeda   | Colombie | EPM - Tigo - Une - Área Metropolitana | à  | 2 s             |
| 3    | Robinson Chalapud | Colombie | Orgullo Antioqueño                    | à  | 2 s             |
| ...5 | Óscar Sevilla     | Espagne  | EPM - Tigo - Une - Área Metropolitana | à  | 2 s             |

|       | Coureur             | Pays     | Équipe                                |    | Temps           |
| ----- | ------------------- | -------- | ------------------------------------- | -- | --------------- |
| 1     | Jaime Castañeda     | Colombie | EPM - Tigo - Une - Área Metropolitana | en | 14 h 5 min 53 s |
| 2     | Óscar Sevilla       | Espagne  | EPM - Tigo - Une - Área Metropolitana | à  | 8 s             |
| 3     | Juan Pablo Suárez   | Colombie | EPM - Tigo - Une - Área Metropolitana | à  | 8 s             |
| ...7  | Mauricio Ortega     | Colombie | Orgullo Antioqueño                    | à  | 18 s            |
| ...13 | Luis Felipe Laverde | Colombie | Coldeportes - Claro - Zenú            | à  | 35 s            |
| ...17 | Camilo Gómez        | Colombie | Coldeportes - Claro - Zenú            | à  | 38 s            |
| ...25 | Alejandro Ramírez   | Colombie | Coldeportes - Claro - Zenú            | à  | 38 s            |

Le menu du jour offre aux compétiteurs un aller-retour sur autoroute. Guaduas, dans le département de Cundinamarca, est le théâtre du départ et de l'arrivée de l'étape. Les concurrents prennent la Ruta del Sol (es) jusqu'à l'échangeur autoroutier de Caño Alegre, pour une brève incursion dans le département d'Antioquia, y font demi-tour puis reviennent à leur point de départ. D'aucuns s'interrogent sur l'opportunité d'un tel tracé qui offre une promotion sur les ouvrages d'art réalisés par INVIAS (es) mais qui éloigne les coureurs de la population puisqu'aucune localité n'est traversée dans la journée. Comme les jours précédents, trois étapes volantes et trois cols de troisième catégorie sont disséminés sur le parcours de 203,8 km. Ce qui en fait l'étape la plus longue de ce Tour de Colombie. Jahir Pérez, pris dans la chute de la veille, ne prend pas le départ.
Dès le km 36, huit hommes s'échappent, ils obtiendront jusqu'à huit minutes d'avance à une quarantaine de kilomètres de l'arrivée. Juan Pablo Forero profite de sa présence dans l'échappée, pour gagner les trois sprints intermédiaires et s'emparer de la tête de ce classement annexe. À l'approche de l'arrivée, trois hommes restent en tête, Forero, Sánchez et Cristian Talero. Edwin Sánchez met à profit les deux derniers cols de la journée (situés à moins de dix kilomètres de l'arrivée) pour se débarrasser dans un premier temps du coureur de Coldeportes - Claro puis de Talero. Il termine les cinq ultimes kilomètres en solitaire et malgré des problèmes mécaniques qui l'obligent à changer de vélo, résiste au peloton lancer à sa poursuite. Jaime Castañeda règle celui-ci, le champion de Colombie 2015 Robinson Chalapud terminant troisième, deux secondes derrière le vainqueur du jour. Castañeda consolide, ainsi, son maillot jaune. Durant cette étape, Carlos Urán a abandonné, lâché par le peloton, il ne peut le réintégrer et met pied à terre. De plus, Óscar Soliz, vainqueur du Clásico RCN 2014 et prétendant à la victoire finale, a perdu 1 min 50 s sur Sánchez, à la suite de douleurs stomacales.
Natif de Caparrapí, municipalité proche du parcours du jour, Sánchez connaissait la route et y vit une opportunité. Il intègre l'échappée matinale et en sort au moment opportun. Puis sachant Cristian Talero plus rapide que lui, en cas d'arrivée au sprint, Sánchez exploite de nouveau sa connaissance du terrain, pour le lâcher avant.

### 5eétape
À l'issue d'une échappée au long cours, le Costaricien Paul Betancourt s'impose et le Vénézuélien Gabriel Mendoza s'empare du maillot de leader.
|       | Coureur          | Pays       | Équipe                                                  |    | Temps           |
| ----- | ---------------- | ---------- | ------------------------------------------------------- | -- | --------------- |
| 1     | Paul Betancourt  | Costa Rica | Coopenae - Extralum Economy                             | en | 4 h 24 min 41 s |
| 2     | Fernando Orjuela | Colombie   | Manzana Postobón                                        | à  | 16 s            |
| 3     | Gabriel Mendoza  | Venezuela  | Coordinadora - FundaRujano - Alcaldía de Villa de Leyva | à  | 22 s            |
| ...10 | Óscar Sevilla    | Espagne    | EPM - Tigo - Une - Área Metropolitana                   | à  | 7 min 45 s      |

|       | Coureur             | Pays      | Équipe                                                  |    | Temps            |
| ----- | ------------------- | --------- | ------------------------------------------------------- | -- | ---------------- |
| 1     | Gabriel Mendoza     | Venezuela | Coordinadora - FundaRujano - Alcaldía de Villa de Leyva | en | 18 h 34 min 13 s |
| 2     | Yefferson Vargas    | Colombie  | PR - Pijaos                                             | à  | 3 min 59 s       |
| 3     | Jaime Castañeda     | Colombie  | EPM - Tigo - Une - Área Metropolitana                   | à  | 4 min 6 s        |
| 4     | Óscar Sevilla       | Espagne   | EPM - Tigo - Une - Área Metropolitana                   | à  | 4 min 14 s       |
| ...9  | Mauricio Ortega     | Colombie  | Orgullo Antioqueño                                      | à  | 4 min 24 s       |
| ...15 | Luis Felipe Laverde | Colombie  | Coldeportes - Claro - Zenú                              | à  | 4 min 41 s       |
| ...20 | Camilo Gómez        | Colombie  | Coldeportes - Claro - Zenú                              | à  | 4 min 44 s       |
| ...28 | Alejandro Ramírez   | Colombie  | Coldeportes - Claro - Zenú                              | à  | 4 min 44 s       |

L'étape se déroule entièrement dans le département du Tolima. Les 164 coureurs, encore en course, partent de Mariquita pour rejoindre la Plaza Bolívar d'Ibagué. Mais, avant d'atteindre la capitale du département, ils feront un détour pour descendre vers Gualanday (corregimiento de Coello) et monter de là vers l'arrivée (830 m de dénivelé dans les trente-cinq derniers kilomètres). Durant les 172,5 km du parcours, les cyclistes ont trois étapes volantes à se disputer et un col de troisième catégorie à escalader.
Sous une chaleur accablante, huit hommes s'enfuient au 45e kilomètre. Ceux-ci augmentent au fur et à mesure leur avance (qui atteindra 10 min 25 s). À dix kilomètres de l'arrivée, ils ne sont plus que six. Fernando Orjuela attaque à cinq kilomètres du but, seul Paul Betancourt peut répliquer et le contrer, les quatre autres étant plutôt des sprinteurs à éliminer avant la ligne d'arrivée. Betancourt s'impose en solitaire seize secondes devant Orjuela. Il devient le premier Costaricien vainqueur d'une étape du Tour de Colombie, après plus de cent-vingt kilomètres d'échappée. Gabriel Mendoza arrive troisième à vingt-deux secondes du Tico (es). Le peloton arrive 7 min 45 s plus tard. Mieux classé des huit fugueurs (comptant, au matin, un débours de 3 min 19 s sur Jaime Castañeda), le jeune Merideño de dix-neuf ans en profite pour devenir le premier coureur néophyte étranger à endosser le maillot de leader. Il bénéficie du rythme peu soutenu imposé par les coéquipiers du leader au peloton. Peu enclins à pourchasser les fugueurs, ces derniers contrôlent seulement l'écart pour qu'il ne grandisse pas démesurément. Yefferson Vargas, autre échappé, devient deuxième du classement général à 3 min 59 s devant l'ancien leader Castañeda, à 4 min 6 s,. La présence de deux membres de la formation PR - Pijaos dans la fugue permet à celle-ci de déloger les EPM - Une de la tête du classement par équipes, en leur possession depuis le premier jour.
Ni Paul Betancourt, ni Gabriel Mendoza n'ont pensé obtenir ces résultats en intégrant l'échappée. Loin d'être assuré de remporter l'étape en cas d'arrivée groupée, Betancourt a cherché à éliminer ses adversaires, en partant de loin, pour s'imposer en solitaire. Tandis que Mendoza, grâce au labeur fourni par son coéquipier Ángel Rivas, a pu endosser les maillots de leader de l'épreuve, de meilleur étranger et de meilleur néophyte. Aux interviews de fin d'étape, il remercie son coéquipier et mécène José Rujano, pour qui, il venait travailler sur cette épreuve.

### 6eétape
Alejandro Serna s'impose avec quelques secondes d'avance sur Mauricio Ortega qui s'empare de la tête du classement général provisoire.
|   | Coureur             | Pays     | Équipe                     |    | Temps          |
| - | ------------------- | -------- | -------------------------- | -- | -------------- |
| 1 | Alejandro Serna     | Colombie | PR - Pijaos                | en | 4 h 0 min 30 s |
| 2 | Mauricio Ortega     | Colombie | Orgullo Antioqueño         | à  | 19 s           |
| 3 | Steven Giraldo      | Colombie | PR - Pijaos                | à  | 25 s           |
| 4 | Luis Felipe Laverde | Colombie | Coldeportes - Claro - Zenú | à  | 40 s           |

|      | Coureur             | Pays     | Équipe                                |    | Temps            |
| ---- | ------------------- | -------- | ------------------------------------- | -- | ---------------- |
| 1    | Mauricio Ortega     | Colombie | Orgullo Antioqueño                    | en | 22 h 39 min 22 s |
| 2    | Óscar Sevilla       | Espagne  | EPM - Tigo - Une - Área Metropolitana | à  | 15 s             |
| 3    | Robinson Chalapud   | Colombie | Orgullo Antioqueño                    | à  | 23 s             |
| ...5 | Luis Felipe Laverde | Colombie | Coldeportes - Claro - Zenú            | à  | 42 s             |
| ...8 | Camilo Gómez        | Colombie | Coldeportes - Claro - Zenú            | à  | 45 s             |
| 9    | Alejandro Ramírez   | Colombie | Coldeportes - Claro - Zenú            | à  | 45 s             |

Le Tour de Colombie passe du département du Tolima à celui du Quindío, en quittant Ibagué pour gagner Salento. Les coureurs abordent la haute montagne, avec le franchissement du fameux alto de la Línea, classé en hors catégorie. Quatre autres cols de troisième catégorie et trois étapes volantes sont aussi au menu des coureurs sur les 136,6 km que comptent l'étape du jour. La principale critique faite au parcours établi par les organisateurs est l'éloignement factice du col de la Línea de la ligne d'arrivée. En effet, il a été rajouté une boucle faisant passer la distance entre Calarcá et Armenia de six à vingt-sept kilomètres, réduisant ainsi le caractère décisif de l'ascension.
Trois coureurs prennent l'initiative de l'échappée matinale, Álvaro Duarte et Flober Peña de l'équipe Néctar - Alcaldia de Cota et Rafael Infantino de la formation EPM Tigo-Une Area Metropolitana. Ils commencent l'ascension ensemble de l'alto de la Línea mais Infantino doit laisser rapidement ses deux compagnons de fugue. Peña travaille pour réaliser l'objectif de Duarte, à savoir prendre le maillot à pois de meilleur grimpeur. Il atteint son but en passant en tête quatre des cinq cols de la journée dont la Línea. Flober Peña s'isole dans la descente dudit col. Il amasse jusqu'à 4 min 21 s au passage à Armenia. Mais, il doit pourtant composer avec le retour, dans un premier temps de Steven Giraldo (à environ huit kilomètres du but), puis d'Alejandro Serna (six kilomètres plus loin), tous deux coureurs PR - Pijaos, à l'avant d'un peloton de vingt-cinq coureurs. Dans l'ascension vers Salento, Serna se détache et va chercher la victoire d'étape, devant Mauricio Ortega. Ce dernier s'extrait du peloton et prend l'ascendant sur les autres favoris,. Avec les bonifications incluses, il constitue un avantage de vingt-cinq secondes qui lui permet de s'emparer du maillot de leader. Au classement général, Óscar Sevilla, son dauphin le suit à quinze secondes, Robinson Chalapud est à vingt-trois et ferme le podium.
Hernán Aguirre déloge de la tête du classement des moins de 23 ans, Aldemar Reyes tandis que, grâce à la troisième place de Giraldo, associée à la victoire de Serna, les PR - Pijaos consolident leur première place dans la hiérarchie. Enfin déjà très attardé au classement général, le vainqueur d'étape au Tour de Langkawi 2014, Dúber Quintero abandonne en cours de journée. L'alto de la Línea n'a, effectivement, pas eu un grand impact sur le résultat final, du fait de son éloignement, nonobstant l'élimination des rouleurs et l'affirmation des favoris. Puisque, même si Gabriel Mendoza est éliminé par cette ascension, Sevilla passant au sommet, avec un retard de quarante secondes sur Ortega, a pu faire la jonction dans la descente. Ainsi les dix premiers coureurs au classement individuel se tiennent en moins d'une minute.

### 7eétape
Camilo Gómez s'impose et Mauricio Ortega conforte sa position de leader.
|       | Coureur             | Pays     | Équipe                                                 |    | Temps           |
| ----- | ------------------- | -------- | ------------------------------------------------------ | -- | --------------- |
| 1     | Camilo Gómez        | Colombie | Coldeportes - Claro - Zenú                             | en | 3 h 59 min 32 s |
| 2     | Flober Peña         | Colombie | Aguardiente Néctar - Alcaldía de Cota - 4WD Rent a Car | à  | 8 s             |
| 3     | Mauricio Ortega     | Colombie | Orgullo Antioqueño                                     | à  | 14 s            |
| ...7  | Luis Felipe Laverde | Colombie | Coldeportes - Claro - Zenú                             | à  | 34 s            |
| ...11 | Óscar Sevilla       | Espagne  | EPM - Tigo - Une - Área Metropolitana                  | à  | 43 s            |
| ...14 | Alejandro Ramírez   | Colombie | Coldeportes - Claro - Zenú                             | à  | 46 s            |

|      | Coureur             | Pays     | Équipe                                |    | Temps           |
| ---- | ------------------- | -------- | ------------------------------------- | -- | --------------- |
| 1    | Mauricio Ortega     | Colombie | Orgullo Antioqueño                    | en | 26 h 39 min 6 s |
| 2    | Camilo Gómez        | Colombie | Coldeportes - Claro - Zenú            | à  | 27 s            |
| 3    | Alexis Camacho      | Colombie | Orgullo Antioqueño                    | à  | 31 s            |
| 4    | Óscar Sevilla       | Espagne  | EPM - Tigo - Une - Área Metropolitana | à  | 46 s            |
| ...6 | Luis Felipe Laverde | Colombie | Coldeportes - Claro - Zenú            | à  | 1 min 4 s       |
| 7    | Alejandro Ramírez   | Colombie | Coldeportes - Claro - Zenú            | à  | 1 min 19 s      |

Partant d'Armenia, capitale du département du Quindío, les 157 rescapés traversent le département de Risaralda pour atteindre celui de Caldas et la ville de Riosucio, après 156,7 km. Trois sprints volants et trois cols de troisième catégorie sont sur l'itinéraire, tracé dans l'Eje cafetero, avant un col de deuxième catégorie, placé à deux kilomètres du terme.
Au km 40, sept hommes se lancent dans une fugue. À quarante kilomètres de l'arrivée, trois coureurs se joignent à eux, pour former un groupe de dix, comptant 3 min 50 s d'avance sur le peloton principal. Réduit à un trio, après la troisième étape volante, Javier Gómez, s'en extrait à une dizaine de kilomètres de la fin. Il se fait rejoindre, à moins de cinq kilomètres du but, dans l'ultime ascension de la journée, où le leader Mauricio Ortega décide d'attaquer. Aussitôt, il disperse le peloton mais ne peut rien contre la contre-attaque de Camilo Gómez. Celui-ci s'envole vers la victoire et passe au sommet avec vingt-cinq secondes d'avance sur Ortega. Ce dernier, avec le renfort de Flober Peña, limite l'écart sur la ligne à dix-huit secondes (bonifications incluses) et surtout, il prend du temps à tous les autres favoris (notamment 31 s à Óscar Sevilla et 1 min 48 s à Robinson Chalapud, considéré comme le grand battu du jour). Ainsi Gómez est le nouveau dauphin du leader à vingt-sept secondes, devant Alexis Camacho à trente et une et Sevilla à quarante-six. Pour les observateurs, il semble que la lutte pour le titre se circonscrive à ces quatre-là.
Après cette étape, les écarts sont véritablement creusés puisque le dixième au classement général a maintenant un retard de 2 min 28 s. Enfin, le Bolivien Óscar Soliz, un des prétendants à la victoire finale au départ, n'a pu récupérer de ses problèmes de santé et s'est retiré. Depuis le contre-la-montre par équipes de Bogota, quinze coureurs ont quitté la compétition dont quatre dans cette seule journée.

### 8eétape
Rafael Infantino met à profit ses qualités de rouleur pour remporter l'étape tandis que Mauricio Ortega conforte son maillot jaune.
|       | Coureur             | Pays     | Équipe                                |    | Temps       |
| ----- | ------------------- | -------- | ------------------------------------- | -- | ----------- |
| 1     | Rafael Infantino    | Colombie | EPM - Tigo - Une - Área Metropolitana | en | 25 min 50 s |
| 2     | Mauricio Ortega     | Colombie | Orgullo Antioqueño                    | à  | 27 s        |
| 3     | Jhonatan Ospina     | Colombie | GW Shimano                            | à  | 31 s        |
| 4     | Óscar Sevilla       | Espagne  | EPM - Tigo - Une - Área Metropolitana | à  | 34 s        |
| ...9  | Luis Felipe Laverde | Colombie | Coldeportes - Claro - Zenú            | à  | 1 min 5 s   |
| ...17 | Camilo Gómez        | Colombie | Coldeportes - Claro - Zenú            | à  | 1 min 31 s  |
| ...57 | Alejandro Ramírez   | Colombie | Coldeportes - Claro - Zenú            | à  | 2 min 35 s  |

|      | Coureur             | Pays     | Équipe                                |    | Temps           |
| ---- | ------------------- | -------- | ------------------------------------- | -- | --------------- |
| 1    | Mauricio Ortega     | Colombie | Orgullo Antioqueño                    | en | 27 h 5 min 23 s |
| 2    | Óscar Sevilla       | Espagne  | EPM - Tigo - Une - Área Metropolitana | à  | 53 s            |
| 3    | Alexis Camacho      | Colombie | Orgullo Antioqueño                    | à  | 1 min 23 s      |
| 4    | Camilo Gómez        | Colombie | Coldeportes - Claro - Zenú            | à  | 1 min 31 s      |
| 5    | Luis Felipe Laverde | Colombie | Coldeportes - Claro - Zenú            | à  | 1 min 42 s      |
| ...9 | Alejandro Ramírez   | Colombie | Coldeportes - Claro - Zenú            | à  | 3 min 27 s      |

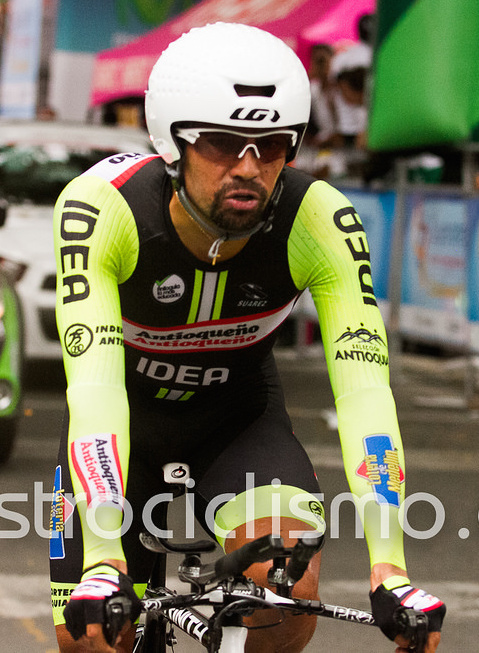
Mauricio Ortega à l'arrivée de son contre-la-montre.

La huitième étape est un contre-la-montre individuel, au relief sans difficulté particulière. Le parcours, développant 23,2 km, relie Viterbo (département de Caldas) à La Virginia, dans celui de Risaralda. La relative courte distance de l'effort solitaire a pu être critiquée, un kilométrage supérieur aurait désavantagé les grimpeurs, qui de ce fait auraient été dans l'obligation d'animer la fin de l'épreuve, pour refaire leur retard accumulé lors de cette journée.
Aucun résultat probant n'est accompli par les premiers compétiteurs à partir, jusqu'au passage du jeune Jhonatan Ospina qui réalise 26 min 21 s, abaissant le meilleur "chrono" de quinze secondes. Le vainqueur du contre-la-montre de la dernière Vuelta de la Juventud reste un long moment en tête. Il en est délogé par le vice-champion de Colombie 2015 du contre-la-montre, Rafael Infantino. En 25 min 50 s, il ôte plus de trente secondes à la meilleure marque. Les candidats au titre ne réussissent pas à battre son temps et Infantino gagne, ainsi, sa quatrième victoire d'étape dans le Tour de Colombie. Il devance Mauricio Ortega. Ce dernier conforte son maillot de leader en terminant à vingt-sept secondes du vainqueur. Ce résultat surprend bon nombre d'observateurs, mais permet à l'Antioqueño d'éloigner la menace que représente Óscar Sevilla (quatrième de l'étape) de sept secondes supplémentaires, Ospina s'intercalant entre les deux favoris. Alors que des hommes comme Camilo Gómez ou Alexis Camacho, en perdant plus ou moins une minute sur Ortega (respectivement 1 min 4 s et 52 s), voient s'éloigner le titre.
Mauricio Ortega reconnait que le contre-la-montre était son point faible mais qu'il a travaillé spécifiquement l'exercice. Il explique que le résultat de la journée est le fruit du travail accompli dans l'année.

### Repos
Le seul jour de repos de l'épreuve la plus importante du cyclisme colombien est l'occasion de dresser un premier bilan et de se projeter sur les perspectives qu'offre la deuxième semaine, pour les journalistes, les directeurs techniques et les coureurs présents sur la course.
Selon les observateurs, quatre à cinq coureurs semblent être encore en mesure de remporter la 65e édition du Tour de Colombie,. Sur les cinq étapes restantes, trois sont clairement de haute montagne, où la condition physique du coureur sera plus importante que l'appui de l'équipe. La meilleure impression a été laissée par le leader, Mauricio Ortega, surprenant, même, dans le contre-la-montre de la veille. Il peut, également, compter sur la formation la plus forte du plateau.
Son dauphin, Óscar Sevilla, relégué à 53 s, paraît tranquille. Cependant, il a perdu du temps dans la montée vers Riosucio et dans le chronomètre, son terrain de prédilection,. De plus, malgré la confiance de Rafael Infantino que lui inspire son chef de file, son équipe a paru défaillante dans les ascensions et Sevilla peut se retrouver bien seul face à ses adversaires dans les plus forts pourcentages.
Le troisième au classement provisoire, Alexis Camacho, a l'inconvénient majeur d'avoir Ortega dans son équipe. Il doit d'abord penser à aider son leader avant de penser à attaquer et de le suppléer en cas de défaillance. Pour beaucoup, le grand favori est Camilo Gómez. Son retard est pourtant conséquent. Même s'il a prouvé être le meilleur grimpeur de tous les prétendants, la 1 min 31 s, concédé en grande partie dans l'exercice chronométré, l'obligera à redoubler d'efforts,. Le dernier candidat est Luis Felipe Laverde, le plus limité dans les fortes ascensions. Il a concédé un retard de 1 min 42 s. Mais comme Camacho, son leader est placé juste devant lui. Laverde doit d'abord l'aider et être prêt au cas où Gómez aurait un jour sans.
Moins concerné par la victoire finale, il est possible néanmoins de dresser un bilan de la première semaine. C'est ainsi qu'auréolé de son podium sur le Clásico RCN 2014, Danny Osorio prenait le départ de la compétition avec le désir d'intégrer le Top ten. Une chute, dès la deuxième étape, a ruiné ses espoirs. Il reporte ses espérances sur une victoire dans l'une des trois étapes de montagne restantes. Pour son équipe Redetrans - Supergiros, la première semaine a été le théâtre de bien des désagréments et l'objectif est de remporter une étape et de replacer Dalivier Ospina dans les vingt premiers au classement général.
De son côté, Josué González, le leader de l'équipe costaricienne Coopenae - Extralum Economy, avoue avoir besoin de ce jour de repos pour récupérer. Il a pour objectif de ravir la place de meilleur étranger de la compétition à José Rujano (seulement trente-cinq secondes les séparent) et de s'installer dans les dix premiers du classement général, et ce à la meilleure place possible. Pourtant à près de trois minutes, le directeur sportif, Luis Alfonso Cely, de la formation GW Shimano pense que son coureur, Francisco Colorado, est, encore, à même de renverser la situation en sa faveur, vu le menu des jours suivants.
Les directeurs sportifs voient, seulement, deux étapes-clés. Raúl Mesa et Gabriel Jaime Vélez pensent que lors de la cronoescalada (un contre-la-montre en ascension) du dernier jour, la course sera déjà jouée. Les étapes de haute montagne, arrivant à l'alto de Minas et à Ituango, auront déterminés le classement général avant. Ces directeurs techniques ainsi qu'Oliverio Cárdenas sont confiants en leurs hommes, même s'ils ne sous-estiment pas leurs adversaires. Car, à cette date, personne ne peut prédire qui sera le vainqueur et ils maintiennent l'espoir intact de pouvoir lutter et de remporter la compétition. C'est ainsi que Mesa fait remarquer que son chef de file, Óscar Sevilla avait un retard équivalent, lors du jour de repos, les années précédentes, et qu'il s'était, toutefois, imposé.
Enfin, fort de ses vingt-six titres dans des courses de niveau national voire internationale, le leader de la course, Mauricio Ortega espère que le titre ne va pas lui échapper cette année, lui qui a déjà terminé deuxième (en 2008), troisième (en 2013) ou quatrième (en 2014). Ortega dresse un bilan positif de la première semaine, commencée par une deuxième place très satisfaisante dans le contre-la-montre par équipes, puis par sa prise du pouvoir dans l'étape de la Línea et surtout le gain de temps réalisé face à ses adversaires dans le contre-la-montre individuel, son point faible d'ordinaire. La seconde semaine s'annonce difficile mais le fait de terminer la compétition dans sa région, devant ses supporters et ses sponsors, lui donne encore plus de motivation. Il ajoute qu'il est important qu'il soit en tête du classement, avec l'appui d'Alexis Camacho, juste derrière, à la troisième place.

### 9eétape
Le Colombo-espagnol Óscar Sevilla s'impose et grignote son retard sur Mauricio Ortega.
|   | Coureur             | Pays     | Équipe                                |    | Temps           |
| - | ------------------- | -------- | ------------------------------------- | -- | --------------- |
| 1 | Óscar Sevilla       | Espagne  | EPM - Tigo - Une - Área Metropolitana | en | 3 h 30 min 12 s |
| 2 | Luis Felipe Laverde | Colombie | Coldeportes - Claro - Zenú            | à  | 1 s             |
| 3 | Alejandro Serna     | Colombie | PR - Pijaos                           | à  | 6 s             |
| 4 | Camilo Gómez        | Colombie | Coldeportes - Claro - Zenú            | à  | 6 s             |

|      | Coureur             | Pays     | Équipe                                |    | Temps            |
| ---- | ------------------- | -------- | ------------------------------------- | -- | ---------------- |
| 1    | Mauricio Ortega     | Colombie | Orgullo Antioqueño                    | en | 30 h 35 min 41 s |
| 2    | Óscar Sevilla       | Espagne  | EPM - Tigo - Une - Área Metropolitana | à  | 41 s             |
| 3    | Alexis Camacho      | Colombie | Orgullo Antioqueño                    | à  | 1 min 23 s       |
| 4    | Camilo Gómez        | Colombie | Coldeportes - Claro - Zenú            | à  | 1 min 31 s       |
| 5    | Luis Felipe Laverde | Colombie | Coldeportes - Claro - Zenú            | à  | 1 min 33 s       |
| ...8 | Alejandro Ramírez   | Colombie | Coldeportes - Claro - Zenú            | à  | 3 min 27 s       |

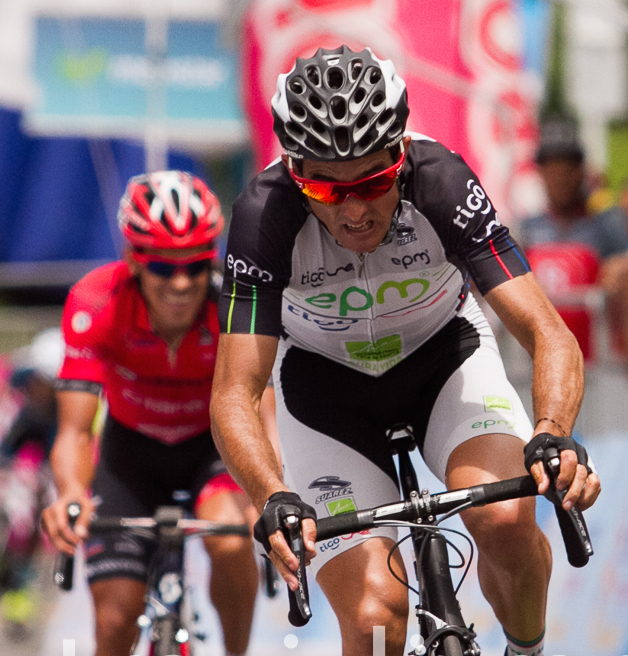
Óscar Sevilla à l'arrivée au sommet de l'Alto del Boquerón, Luis Felipe Laverde dans son sillage.

La compétition reprend de Cartago dans le département de la Valle del Cauca. Les 151 coureurs encore en lice (Aldemar Reyes, le vainqueur 2014 de la catégorie des moins de 23 ans, ne prenant pas le départ au matin) vont effectuer une boucle sans difficulté majeure de 115,7 km dans ce département pour terminer dans celui de Risaralda. Ils achèvent la journée par l'ascension de l'alto del Boquerón, classé en troisième catégorie, dans la municipalité de Santa Rosa de Cabal. Auparavant sur les 157,1 km du parcours, ils trouveront trois étapes volantes et un autre col de troisième catégorie à trente kilomètres de l'arrivée.
La première partie de la course se dispute à un rythme endiablé, la vitesse moyenne dépassant les 50 km/h. Les tentatives de fugue avortées se succèdent puis neuf, dix hommes trouvent l'ouverture. La vigilance des équipes des favoris ne leur permettront pas de dépasser la 1 min 30 s d'avance. Présent déjà dans l'échappée de la 7e étape qui lui avait permis de rafler les trois sprints intermédiaires, Juan Alejandro García profite de celle-ci pour prendre la tête du classement des étapes volantes. Giovanni Báez et Weimar Roldán sont les derniers à être repris, au début de l'ascension finale, en raison de l'accélération du peloton des favoris, prêts à en découdre. Même si les observateurs ne pensaient pas que cette arrivée puisse modifier le classement général, et voyaient plutôt une opposition entre grimpeurs-puncheurs, Óscar Sevilla profite des mille cinq cents mètres de montée pour attaquer sèchement. Luis Felipe Laverde est le seul à pouvoir le suivre. Sevilla remporte l'étape et grignote douze secondes de son retard sur Ortega. Ce dernier montre pour la première fois des signes de faiblesse et doit s'appuyer sur ses lieutenants, pour limiter les écarts.
Sevilla revient à 41 s d'Ortega et lui subtilise la tête du classement par points (que l'Antioqueño possédait depuis le CLM individuel). Cependant, ce résultat n'altère en rien la confiance de Mauricio Ortega pour l'étape du lendemain et son arrivée au sommet de l'alto de Minas, une de ses montées préférées où il détient le record de l'ascension. Tandis que la victoire a rendu l'estime de soi à Óscar Sevilla, mis à mal par sa défaite dans le contre-la-montre, il se sent prêt pour l'étape de haute montagne qui suit.

### 10eétape
Óscar Rivera s'impose au sommet de l'alto de Minas, où Óscar Sevilla reprend du temps sur Mauricio Ortega.
|       | Coureur             | Pays     | Équipe                                |    | Temps          |
| ----- | ------------------- | -------- | ------------------------------------- | -- | -------------- |
| 1     | Óscar Rivera        | Colombie | EBSA - Indeportes Boyacá              | en | 4 h 8 min 23 s |
| 2     | Óscar Sevilla       | Espagne  | EPM - Tigo - Une - Área Metropolitana | à  | 14 s           |
| 3     | Alejandro Ramírez   | Colombie | Coldeportes - Claro - Zenú            | à  | 27 s           |
| 4     | Mauricio Ortega     | Colombie | Orgullo Antioqueño                    | à  | 29 s           |
| ...7  | Camilo Gómez        | Colombie | Coldeportes - Claro - Zenú            | à  | 33 s           |
| ...15 | Luis Felipe Laverde | Colombie | Coldeportes - Claro - Zenú            | à  | 2 min 50 s     |

|   | Coureur             | Pays     | Équipe                                |    | Temps            |
| - | ------------------- | -------- | ------------------------------------- | -- | ---------------- |
| 1 | Mauricio Ortega     | Colombie | Orgullo Antioqueño                    | en | 34 h 44 min 33 s |
| 2 | Óscar Sevilla       | Espagne  | EPM - Tigo - Une - Área Metropolitana | à  | 22 s             |
| 3 | Alexis Camacho      | Colombie | Orgullo Antioqueño                    | à  | 1 min 27 s       |
| 4 | Camilo Gómez        | Colombie | Coldeportes - Claro - Zenú            | à  | 1 min 35 s       |
| 5 | Alejandro Ramírez   | Colombie | Coldeportes - Claro - Zenú            | à  | 3 min 23 s       |
| 6 | Luis Felipe Laverde | Colombie | Coldeportes - Claro - Zenú            | à  | 3 min 54 s       |

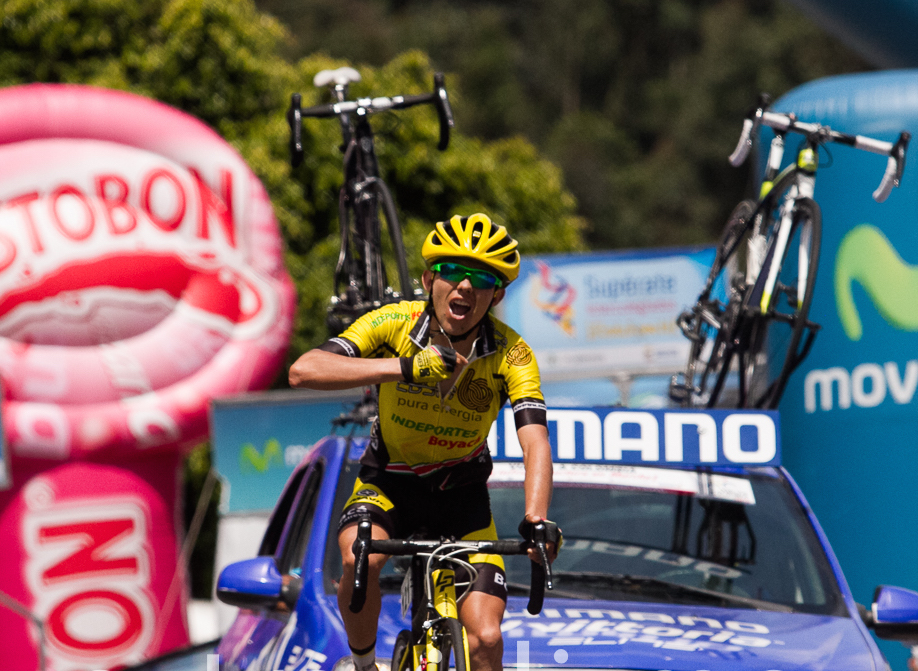
Óscar Rivera au sommet de l'Alto de Minas.

Le départ est donné de la municipalité de Villamaría. Les concurrents traversent le département de Caldas, et notamment sa capitale Manizales. Ils rejoignent celui d'Antioquia pour une arrivée au sommet de l'alto de Minas, col de première catégorie. Le tracé de 162,2 km compte trois sprints bonifications et un second col (de deuxième catégorie), à vingt-cinq kilomètres du terme. C'est une étape inédite puisque, cela fait au moins vingt ans que Villamaría n'a plus été ville-départ et que pour la première fois, le mythique col colombien, culminant à 2 441 m, est le théâtre d'une arrivée du Tour de Colombie. La première partie de la journée est une longue portion descendante vers un parcours plat dans le cañon du río Cauca puis les quarante-quatre derniers kilomètres sont en ascension.
En début d'étape, le rythme est soutenu, empêchant toute échappée de se former durablement. De plus, Mauricio Ortega chute sans gravité et deux membres de la Movistar Team América, Cristian Talero, pourtant plusieurs fois à l'attaque les jours précédents, et Bacilio Ramos abandonnent. Puis quatorze, quinze hommes forment l'échappée du jour. Présent dans le groupe d'éclaireurs, Flober Peña rafle treize points (sur un maximum de quinze) lors des trois étapes volantes et prend la tête de ce classement annexe. Au passage du dernier sprint intermédiaire, l'avance de la fugue culmine à cinq minutes. Dans la montée du col de deuxième catégorie, Luis Alfredo Martínez et Jaime Vergara semblent les plus à même pour mener l'échappée à la victoire, ouvrant la route un bon moment. Mais à quinze kilomètres du but, les favoris arrivent sur le devant de la course. Des huit hommes présents, six jouent les premiers rôles au classement général. José Rujano est le premier à déclencher les hostilités (à dix kilomètres du terme). Puis le rythme frénétique est emmené par Óscar Sevilla et Mauricio Ortega. Bientôt sous l'impulsion de Sevilla, José Rujano et Óscar Rivera cèdent du terrain. À cinq kilomètres de la ligne, il ne reste plus que trois prétendants à la victoire d'étape, Sevilla, Ortega qui ne cède pas aux attaques répétées du Colombo-espagnol et Alejandro Ramírez, spectateur attentif du duel. Cependant les derniers contradicteurs du trio reviennent sur eux et Óscar Rivera, semblant avoir parfaitement géré son ascension, s'enfuit dans les trois derniers kilomètres, pour ne plus être revu (bénéficiant aussi du fait qu'il ne soit pas considéré comme une menace pour le titre). Après deux tentatives infructueuses, Sevilla réussit à faire céder Ortega un kilomètre plus loin et termine deuxième de l'étape,. Pour le leader de la formation EPM - Tigo - Une - Área Metropolitana, la tête du classement général est encore à vingt-deux secondes, car grâce au soutien d'Alexis Camacho, Ortega a réussi à limiter les pertes.
L'alto de Minas n'a pas fait les écarts escomptés par les directeurs sportifs, malgré plus de quarante kilomètres de montée, seuls les derniers ont créé des différences. Ainsi le nombre de prétendants à la victoire est définitivement circonscrit à quatre, Alejandro Ramírez, cinquième, se trouvant relégué à 3 min 23 s. Quelques coureurs présents dans le Top ten ont néanmoins perdu le titre (comme Chalapud et Laverde déboursant plus de deux minutes, Colorado, plus de trois et Juan Pablo Suárez, 8 min 35 s). Les derniers hectomètres ont bousculé les certitudes. Mauricio, malgré deux chutes et une crevaison dans la journée, semblait intouchable et vainqueur final potentiel de la compétition, après le contre-la-montre et son rendement dans l'ascension de la journée mais sa soudaine baisse de régime, rend plus indécise encore la lutte pour le titre. Ayant perdu du temps dans les deux dernières étapes, Mauricio Ortega attend la suite des évènements avec une certaine anxiété. Il reconnaît avoir vécu un jour difficile, ayant contré les deux premières attaques de Sevilla, il n'a rien pu faire contre la troisième. Il espère néanmoins arriver au contre-la-montre de clôture au moins au même niveau que son adversaire pour se disputer le titre dans un mano a mano terminal. Au contraire, l'écart s'amenuisant entre les deux, jour après jour, rend Óscar Sevilla tranquille, il promet de tenter (d'attaquer) encore et encore. En trois étapes, la courbe s'est inversée, de leader serein au soir de la huitième, Ortega a fait montre de nervosité, la veille, attaquant sans réfléchir, pour se faire contrer, Ortega n'est pas aussi fort qu'espéré, il voit fondre son avance sur Sevilla (trente-et-une secondes en deux jours) et attend désormais le dernier jour. Bien qu'il n'ait pas perdu de temps, sachant ses lacunes en contre-la-montre, Camilo Gómez semble avoir perdu une bonne occasion de refaire son retard, ne se montrant guère à son avantage dans l'alto de Minas. En outre, Óscar Rivera offre sa troisième victoire d'étape à sa formation EBSA - Indeportes Boyacá. Et enfin, non seulement, Flober Peña s'empare d'un maillot distinctif, mais le jeune Miguel Flórez dépossède Gabriel Mendoza, de la tête du classement du meilleur néophyte.

### 11eétape
Juan Pablo Suárez remporte l'étape détaché et Mauricio Ortega reprend un léger avantage sur Óscar Sevilla.
|       | Coureur             | Pays     | Équipe                                                 |    | Temps           |
| ----- | ------------------- | -------- | ------------------------------------------------------ | -- | --------------- |
| 1     | Juan Pablo Suárez   | Colombie | EPM - Tigo - Une - Área Metropolitana                  | en | 3 h 43 min 47 s |
| 2     | Álvaro Duarte       | Colombie | Aguardiente Néctar - Alcaldía de Cota - 4WD Rent a Car | à  | 1 min 4 s       |
| 3     | Bernardo Suaza      | Colombie | Manzana Postobón                                       | à  | 1 min 19 s      |
| ...5  | Camilo Gómez        | Colombie | Coldeportes - Claro - Zenú                             | à  | 2 min 50 s      |
| 6     | Alejandro Ramírez   | Colombie | Coldeportes - Claro - Zenú                             | à  | 2 min 52 s      |
| 7     | Mauricio Ortega     | Colombie | Orgullo Antioqueño                                     | à  | 2 min 52 s      |
| ...10 | Luis Felipe Laverde | Colombie | Coldeportes - Claro - Zenú                             | à  | 2 min 59 s      |
| ...16 | Óscar Sevilla       | Espagne  | EPM - Tigo - Une - Área Metropolitana                  | à  | 3 min 2 s       |

|   | Coureur             | Pays     | Équipe                                |    | Temps            |
| - | ------------------- | -------- | ------------------------------------- | -- | ---------------- |
| 1 | Mauricio Ortega     | Colombie | Orgullo Antioqueño                    | en | 38 h 31 min 12 s |
| 2 | Óscar Sevilla       | Espagne  | EPM - Tigo - Une - Área Metropolitana | à  | 32 s             |
| 3 | Alexis Camacho      | Colombie | Orgullo Antioqueño                    | à  | 1 min 29 s       |
| 4 | Camilo Gómez        | Colombie | Coldeportes - Claro - Zenú            | à  | 1 min 33 s       |
| 5 | Alejandro Ramírez   | Colombie | Coldeportes - Claro - Zenú            | à  | 3 min 23 s       |
| 6 | Luis Felipe Laverde | Colombie | Coldeportes - Claro - Zenú            | à  | 4 min 1 s        |

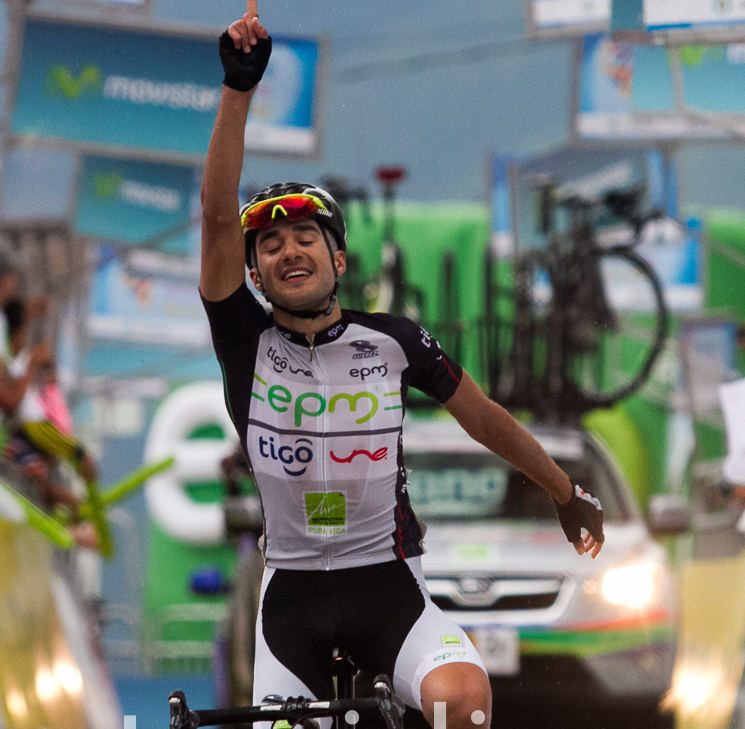
Juan Pablo Suárez franchissant en vainqueur la ligne d'arrivée.

L'étape de haute montagne se déroule entièrement dans le département d'Antioquia. Elle relie les municipalités de Don Matías à celle d'Ituango (pour une arrivée inédite dans cette cité du nord du département). Sur les 146,7 km du parcours, les 143 rescapés ont deux sprints intermédiaires et deux cols à franchir. Le dernier, de première catégorie, se situe à moins de huit kilomètres de l'arrivée.
Franchissant de nombreux ouvrages d'art réalisés par le sponsor (es) de la compétition, le peloton roule à allure modérée en début d'étape, ce dont profite le duo Álvaro Duarte et Flober Peña pour intégrer un groupe de cinq. Partis pour consolider leurs avantages dans les classements annexes dont ils occupent la tête, le frère cadet de Fabio Duarte et Peña réussissent dans leur entreprise, puisqu'ils sont mathématiquement injoignables, à deux journées de la fin du Tour. Grâce à la passivité des équipes de leaders, visiblement, plus concernées par les étapes suivantes, et le renfort de douze, treize hommes, l'échappée prend de l'ampleur. La descente vertigineuse sur une route étroite du premier tiers du parcours désavantage un peloton et l'écart augmente alors peu à peu. La victoire d'étape se joue alors entre ces éclaireurs sous une averse torrentielle. Juan Pablo Suárez, déjà dans la fugue de la première heure, profite du col de première catégorie pour s'enfuir et s'imposer en solitaire. Seuls Suárez et trois autres échappées ne sont pas repris par le groupe maillot jaune. Près de trois minutes plus tard, les favoris arrivent. Óscar Sevilla est victime de la pluie puisqu'il chute sans gravité à moins de 250 m de la ligne,. Sevilla n'a pu contrôler sa bicyclette dans l'une des dernières courbes du jour. Dans ce véritable mur d'arrivée, la chaussée mouillée était dangereuse et Sevilla a glissé. Il perd ainsi dix secondes sur Mauricio Ortega, n'ayant pu profiter de la règle des trois kilomètres qui ne s'appliquait pas dans cette étape de montagne,.
Aucune attaque d'un des favoris n'a été observée dans l'ascension finale, en raison de la dangerosité de la route pour Óscar Sevilla, ou pour garder des forces pour les ultimes étapes selon les observateurs. Ainsi, l'information la plus importante de la journée est la perte de dix secondes du Colombo-espagnol sur le leader de la course. Désappointé par ce fait de course, Sevilla parle d'un manque de respect. Son équipe s'en désole mais apprécie la victoire d'un des siens "à domicile", puisque Ituango est le siège du Campamento Tacuí des Empresas Públicas de Medellín (EPM), principal commanditaire de la formation. Le peloton roulant tranquillement toute la journée, seule la dernière montée a créé quelques écarts. Il semble de plus en plus évident que le contre-la-montre de clôture déterminera le vainqueur de la 65e édition du Tour de Colombie.

### 12eétape
Les Coldeportes - Claro modifient le podium de la course où Mauricio Ortega reste leader.
|      | Coureur             | Pays     | Équipe                                |    | Temps           |
| ---- | ------------------- | -------- | ------------------------------------- | -- | --------------- |
| 1    | Luis Felipe Laverde | Colombie | Coldeportes - Claro - Zenú            | en | 4 h 13 min 51 s |
| 2    | Óscar Sevilla       | Espagne  | EPM - Tigo - Une - Área Metropolitana |    | m.t.            |
| 3    | Mauricio Ortega     | Colombie | Orgullo Antioqueño                    | à  | 1 s             |
| 4    | Alejandro Ramírez   | Colombie | Coldeportes - Claro - Zenú            | à  | 3 s             |
| ...7 | Camilo Gómez        | Colombie | Coldeportes - Claro - Zenú            | à  | 2 min 39 s      |

|   | Coureur             | Pays     | Équipe                                |    | Temps           |
| - | ------------------- | -------- | ------------------------------------- | -- | --------------- |
| 1 | Mauricio Ortega     | Colombie | Orgullo Antioqueño                    | en | 42 h 45 min 0 s |
| 2 | Óscar Sevilla       | Espagne  | EPM - Tigo - Une - Área Metropolitana | à  | 28 s            |
| 3 | Alejandro Ramírez   | Colombie | Coldeportes - Claro - Zenú            | à  | 3 min 29 s      |
| 4 | Luis Felipe Laverde | Colombie | Coldeportes - Claro - Zenú            | à  | 3 min 57 s      |
| 5 | Alexis Camacho      | Colombie | Orgullo Antioqueño                    | à  | 4 min 11 s      |
| 6 | Camilo Gómez        | Colombie | Coldeportes - Claro - Zenú            | à  | 4 min 15 s      |

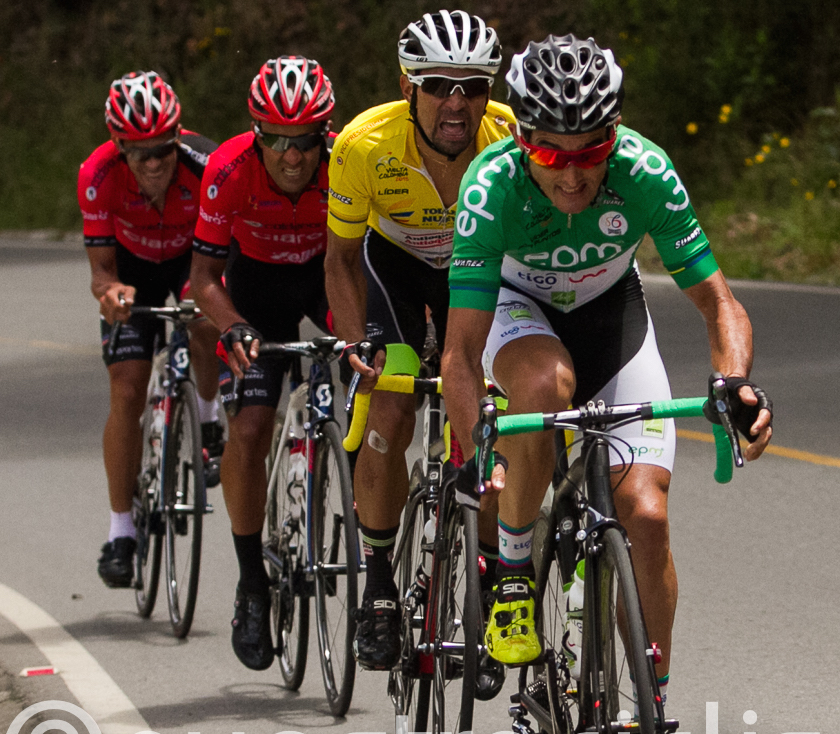
L'échappée royale de la douzième étape.

Les coureurs partent du Campamento Tacuí, à Ituango, où ont passé la nuit la caravane du Tour,, des coureurs aux journalistes. L'arrivée est jugée dans la municipalité de Bello, située 153,1 km plus loin. Les soixante premiers kilomètres sont en montée et le col hors catégorie, à escalader, est placé au km 38,5. Trois sprints bonifications suivent au cours de la journée. Comme de nombreuses fois depuis le début du Tour, une partie de l'étape (jusqu'à Don Matías) est la route empruntée la veille, mais cette fois, en sens inverse.
Une échappée se forme très rapidement, dans laquelle prend place Alejandro Ramírez. L'écart de quarante secondes acquis fond sous l'impulsion des attaques des favoris. Seul Ramírez réussit à persévérer. Óscar Sevilla, qui cherche à reprendre du temps au leader, fractionne le peloton et le rejoint en la compagnie de Mauricio Ortega et de Felipe Laverde. Les quatre comptent jusqu'à 4 min 30 s d'avance. Sevilla tente de nombreuses fois de fausser compagnie à ses acolytes, sans succès. Puis, visiblement, il décide de garder des forces pour l'étape décisive du lendemain. Les quatre unissent, alors, leurs efforts. Devant leur incapacité à fausser compagnie à leurs adversaires, les deux Coldeportes - Claro se résolvent à changer d'objectif et à penser au gain de l'étape. Le quatuor garde 2 min 39 s de leur avantage, à l'arrivée, sur un peloton de battus, incapables de s'entendre, qui a, un moment, compté vingt-cinq éléments. Au sprint, Laverde dispose du Colombo-espagnol, pourtant favori.
La formation Coldeportes - Claro - Zenú déloge de la tête du classement par équipes les Orgullo Antioqueño qui s'en étaient emparés au soir de la dixième étape. Ramírez et Laverde sont les grands bénéficiaires du jour et en profitent pour grimper dans la hiérarchie de deux places. Ainsi, Alejandro Ramírez monte sur le podium provisoire tandis que les victimes du jour sont Alexis Camacho qui passe de la troisième à la cinquième place, et Camilo Gómez qui tombe du quatrième au sixième rang. Dans un mauvais jour, Gómez, chef de file de son équipe, n'a pu suivre le rythme imposé par Sevilla et a laissé partir le groupe des quatre. La lutte pour le titre semble, désormais, circonscrite à deux prétendants, puisque le troisième, Ramírez est relégué à 3 min 29 s. Le vainqueur des deux précédentes éditions, Óscar Sevilla a grappillé quatre secondes et est, désormais, seulement séparé du porteur du maillot jaune actuel, Mauricio Ortega, par vingt-huit secondes. Les observateurs ont des avis partagés sur le nom du vainqueur de cette 65e édition de la Vuelta a Colombia,. Mauricio Ortega est optimiste avant d'achever la compétition par un contre-la-montre. Il se base plus sur son état de forme actuel que sur le résultat de l'année précédente, où il avait effectué le parcours trente-deux secondes plus vite que son contradicteur. Óscar Sevilla, quant à lui, rappelle qu'en 2014, il finissait l'épreuve épuisé alors qu'il se sent en meilleur forme cette année. Pourtant, les journalistes s'interrogent sur celle-ci car Sevilla a été le plus combatif des coureurs, attaquant jour après jour pour tenter de réduire l'écart avec Ortega.

### 13eétape
Óscar Sevilla s'impose dans le contre-la-montre terminal et remporte pour la troisième fois consécutive le Tour de Colombie.
|       | Coureur             | Pays     | Équipe                                |    | Temps       |
| ----- | ------------------- | -------- | ------------------------------------- | -- | ----------- |
| 1     | Óscar Sevilla       | Espagne  | EPM - Tigo - Une - Área Metropolitana | en | 39 min 58 s |
| 2     | Alejandro Serna     | Colombie | PR - Pijaos                           | à  | 45 s        |
| 3     | Luis Felipe Laverde | Colombie | Coldeportes - Claro - Zenú            | à  | 54 s        |
| ...9  | Mauricio Ortega     | Colombie | Orgullo Antioqueño                    | à  | 1 min 29 s  |
| ...14 | Camilo Gómez        | Colombie | Coldeportes - Claro - Zenú            | à  | 1 min 52 s  |
| ...31 | Alejandro Ramírez   | Colombie | Coldeportes - Claro - Zenú            | à  | 2 min 56 s  |

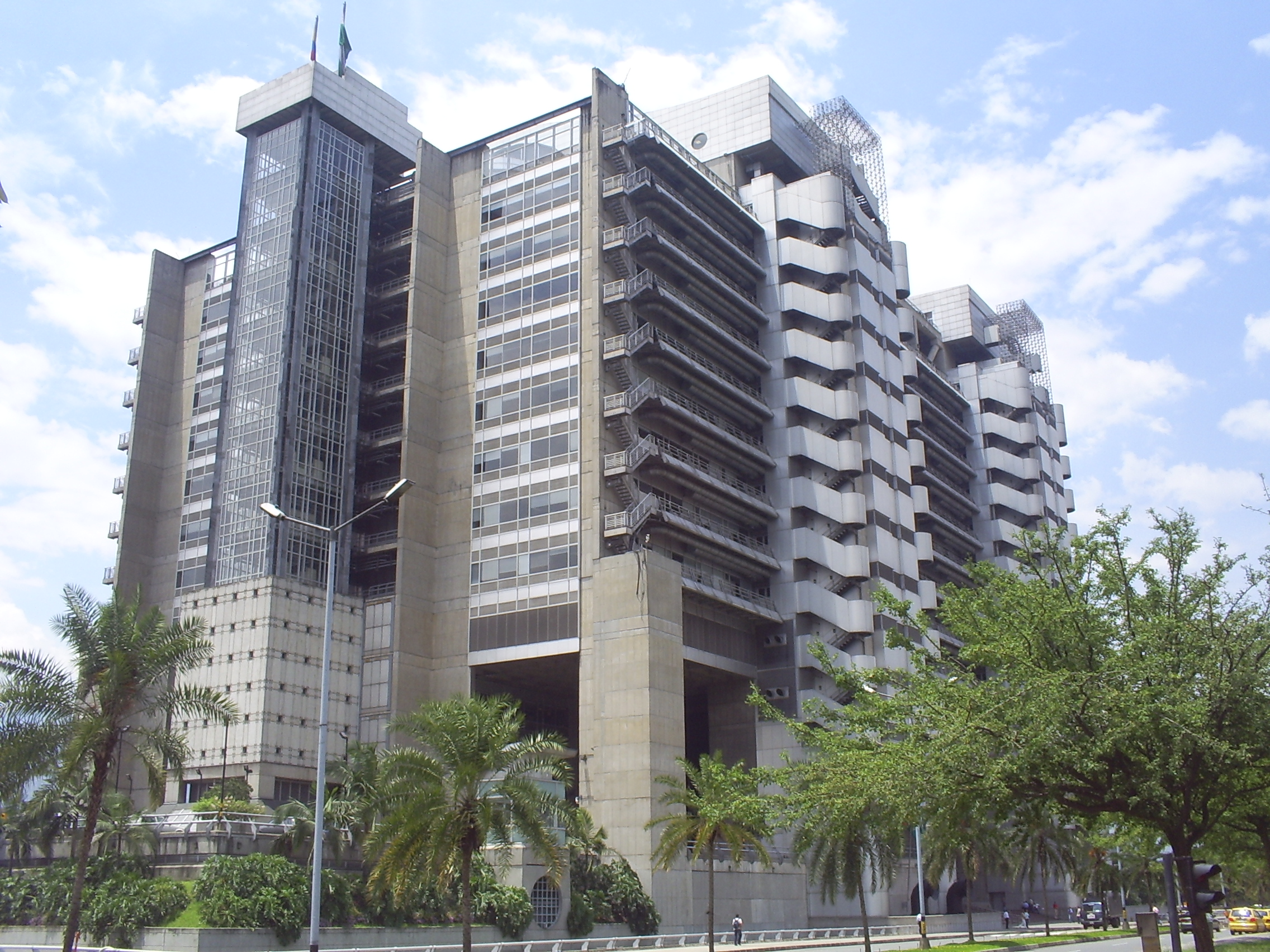
Le siège social des es d'où est donné le départ du CLM de clôture.

L'étape de clôture est une cronoescalada, un contre-la-montre en côte, disputée en nocturne. Le premier coureur, Iltjan Nika, s'élance à 18 h 30 et le dernier, Mauricio Ortega part à 20 h 11 (heures locales). Le départ est donné devant l'Edificio Intelligente de EPM (siège social des Empresas Públicas de Medellín). Le tracé, développant 17,5 km se situe intégralement dans la municipalité de Medellín. Pour le troisième jour d'affilée, l'étape se déroule dans le département d'Antioquia. Pour monter des rues de la ville vers l'Alto de Las Palmas (es), quatre variantes sont possibles. Celle, proposée aux participants, dite de San Diego, est réputée la plus facile, bien que classée en première catégorie par les organisateurs. Les 15,6 derniers kilomètres ont une pente moyenne de 6,6 %.
Rafael Infantino reste un long moment meilleur temps. Il faut attendre l'arrivée d'Alejandro Serna (finalement deuxième de l'étape) pour voir son chrono battu, tandis que pour la lutte pour le titre, Óscar Sevilla, réalisant un effort constant, reprend vingt-cinq secondes à Mauricio Ortega, au pointage intermédiaire du km 6. L'avantage passe à 1 min 6 s, km 12. Sevilla est le seul concurrent à descendre sous le seuil des quarante minutes, en effectuant l'exercice en 39 min 58 s, soit 45 s plus vite que Serna, alors en tête. Dans un mauvais jour, Mauricio Ortega perd près d'une minute et demie et termine neuvième du contre-la-montre. Il se retrouve, finalement, relégué à 1 min 1 s du Colombo-Espagnol, au classement général final. Felipe Laverde prend la troisième place de l'étape à 54 s du vainqueur, ce qui lui permet de s'octroyer la dernière marche du podium. Au classement général, il termine devant deux autres membres de sa formation Coldeportes - Claro - Zenú, meilleure équipe du plateau.
Óscar Sevilla est le premier coureur, non natif de Colombie, à remporter trois Vueltas et seulement le quatrième à le réaliser de manière consécutive (après Ramón Hoyos, Luis Herrera et Libardo Niño). Mauricio Ortega, bien qu'attristé par le dénouement de l'épreuve, est satisfait de sa course. Il dit avoir eu de mauvaises sensations lors du contre-la-montre mais admet la supériorité de son adversaire tandis qu'Óscar Sevilla, heureux, reconnait la valeur de son adversaire. Sevilla pense que défendre sa position de leader a mis une pression sur son rival, qui lui a été dommageable pour sa performance du jour, alors que partir deuxième et n'avoir rien à perdre ont conféré à Sevilla la sérénité nécessaire pour s'imposer.

## Classements finals

### Classement général final
133 coureurs terminent l'épreuve.
| Classement général final | Classement général final | Classement général final | Classement général final                                | Classement général final |
|                          | Coureur                  | Pays                     | Équipe                                                  | Temps                    |
| ------------------------ | ------------------------ | ------------------------ | ------------------------------------------------------- | ------------------------ |
| 1er                      | Óscar Sevilla            | Colombie Espagne         | EPM - Tigo - Une - Área Metropolitana                   | en 43 h 25 min 26 s      |
| 2e                       | Mauricio Ortega          | Colombie                 | Orgullo Antioqueño                                      | + 1 min 1 s              |
| 3e                       | Luis Felipe Laverde      | Colombie                 | Coldeportes - Claro - Zenú                              | + 4 min 23 s             |
| 4e                       | Camilo Gómez             | Colombie                 | Coldeportes - Claro - Zenú                              | + 5 min 39 s             |
| 5e                       | Alejandro Ramírez        | Colombie                 | Coldeportes - Claro - Zenú                              | + 5 min 57 s             |
| 6e                       | Alexis Camacho           | Colombie                 | Orgullo Antioqueño                                      | + 6 min 12 s             |
| 7e                       | José Rujano              | Venezuela                | Coordinadora - FundaRujano - Alcaldía de Villa de Leyva | + 7 min 59 s             |
| 8e                       | Óscar Rivera             | Colombie                 | EBSA - Indeportes Boyacá                                | + 8 min 3 s              |
| 9e                       | Hernán Aguirre           | Colombie                 | Manzana Postobón                                        | + 8 min 44 s             |
| 10e                      | Alejandro Serna          | Colombie                 | PR - Pijaos                                             | + 9 min 0 s              |
| modifier                 |                          |                          |                                                         |                          |

### Classements annexes
| Classement par équipes | Classement par équipes     | Classement par équipes | Classement par équipes |
|                        | Équipe                     | Pays                   | Temps                  |
| ---------------------- | -------------------------- | ---------------------- | ---------------------- |
| 1re                    | Coldeportes - Claro - Zenú | Colombie               | en 129 h 37 min 2 s    |
| 2e                     | Orgullo Antioqueño         | Colombie               | + 1 min 37 s           |
| 3e                     | PR - Pijaos                | Colombie               | + 16 min 38 s          |
| modifier               |                            |                        |                        |

| Classement de la montagne | Classement de la montagne | Classement de la montagne | Classement de la montagne                              | Classement de la montagne |
| ------------------------- | ------------------------- | ------------------------- | ------------------------------------------------------ | ------------------------- |
|                           | Coureur                   | Pays                      | Équipe                                                 | Point(s)                  |
| 1er                       | Álvaro Duarte             | Colombie                  | Aguardiente Néctar - Alcaldía de Cota - 4WD Rent a Car | 63 points                 |
| 2e                        | Flober Peña               | Colombie                  | Aguardiente Néctar - Alcaldía de Cota - 4WD Rent a Car | 48 pts                    |
| 3e                        | Óscar Sevilla             | Colombie Espagne          | EPM - Tigo - Une - Área Metropolitana                  | 31 pts                    |
| modifier                  |                           |                           |                                                        |                           |

| Classement du meilleur jeune | Classement du meilleur jeune | Classement du meilleur jeune | Classement du meilleur jeune          | Classement du meilleur jeune |
|                              | Coureur                      | Pays                         | Équipe                                | Temps                        |
| ---------------------------- | ---------------------------- | ---------------------------- | ------------------------------------- | ---------------------------- |
| 1er                          | Hernán Aguirre               | Colombie                     | Manzana Postobón                      | en 43 h 34 min 10 s          |
| 2e                           | Miguel Flórez                | Colombie                     | Raza de Campeones - Lotería de Boyacá | + 28 min 7 s                 |
| 3e                           | Yuber Contreras              | Colombie                     | Movistar Team América                 | + 34 min 57 s                |
| modifier                     |                              |                              |                                       |                              |

| Classement par points | Classement par points | Classement par points | Classement par points                 | Classement par points |
| --------------------- | --------------------- | --------------------- | ------------------------------------- | --------------------- |
|                       | Coureur               | Pays                  | Équipe                                | Point(s)              |
| 1er                   | Óscar Sevilla         | Colombie Espagne      | EPM - Tigo - Une - Área Metropolitana | 91 points             |
| 2e                    | Mauricio Ortega       | Colombie              | Orgullo Antioqueño                    | 71 pts                |
| 3e                    | Luis Felipe Laverde   | Colombie              | Coldeportes - Claro - Zenú            | 60 pts                |
| modifier              |                       |                       |                                       |                       |

#### Classement des étapes volantes
| Classement des étapes volantes | Classement des étapes volantes | Classement des étapes volantes | Classement des étapes volantes                         | Classement des étapes volantes |
| ------------------------------ | ------------------------------ | ------------------------------ | ------------------------------------------------------ | ------------------------------ |
|                                | Coureur                        | Pays                           | Équipe                                                 | Point(s)                       |
| 1er                            | Flober Peña                    | Colombie                       | Aguardiente Néctar - Alcaldía de Cota - 4WD Rent a Car | 41 points                      |
| 2e                             | Juan Alejandro García          | Colombie                       | GW Shimano                                             | 23 pts                         |
| 3e                             | Juan Pablo Forero              | Colombie                       | Coldeportes - Claro - Zenú                             | 20 pts                         |
| modifier                       |                                |                                |                                                        |                                |

## Évolution des classements
| Étapes             | Vainqueur                             | Classement général | Classement des moins de 23 ans | Classement de la montagne | Classement par points | Classement des étapes volantes | Classement par équipes                |
| ------------------ | ------------------------------------- | ------------------ | ------------------------------ | ------------------------- | --------------------- | ------------------------------ | ------------------------------------- |
| 1re étape          | EPM - Tigo - Une - Área Metropolitana | Óscar Sevilla      | Aldemar Reyes                  | Non attribué              | Non attribué          | Non attribué                   | EPM - Tigo - Une - Área Metropolitana |
| 2e étape           | Wilmer Rodríguez                      | Jaime Castañeda    | Aldemar Reyes                  | Sebastián Caro            | Wilmer Rodríguez      | Marlon Pérez                   | EPM - Tigo - Une - Área Metropolitana |
| 3e étape           | José de Jesús Jaimes                  | Jaime Castañeda    | Aldemar Reyes                  | Sebastián Caro            | Jaime Castañeda       | Marlon Pérez                   | EPM - Tigo - Une - Área Metropolitana |
| 4e étape           | Edwin Sánchez                         | Jaime Castañeda    | Aldemar Reyes                  | Sebastián Caro            | Jaime Castañeda       | Juan Pablo Forero              | EPM - Tigo - Une - Área Metropolitana |
| 5e étape           | Paul Betancourt                       | Gabriel Mendoza    | Aldemar Reyes                  | Sebastián Caro            | Jaime Castañeda       | Juan Pablo Forero              | PR - Pijaos                           |
| 6e étape           | Alejandro Serna                       | Mauricio Ortega    | Hernán Aguirre                 | Álvaro Duarte             | Jaime Castañeda       | Juan Pablo Forero              | PR - Pijaos                           |
| 7e étape           | Camilo Gómez                          | Mauricio Ortega    | Hernán Aguirre                 | Álvaro Duarte             | Jaime Castañeda       | Juan Pablo Forero              | PR - Pijaos                           |
| 8e étape           | Rafael Infantino                      | Mauricio Ortega    | Hernán Aguirre                 | Álvaro Duarte             | Mauricio Ortega       | Juan Pablo Forero              | PR - Pijaos                           |
| 9e étape           | Óscar Sevilla                         | Mauricio Ortega    | Hernán Aguirre                 | Álvaro Duarte             | Óscar Sevilla         | Juan Alejandro García          | PR - Pijaos                           |
| 10e étape          | Óscar Rivera                          | Mauricio Ortega    | Hernán Aguirre                 | Álvaro Duarte             | Óscar Sevilla         | Flober Peña                    | Orgullo Antioqueño                    |
| 11e étape          | Juan Pablo Suárez                     | Mauricio Ortega    | Hernán Aguirre                 | Álvaro Duarte             | Óscar Sevilla         | Flober Peña                    | Orgullo Antioqueño                    |
| 12e étape          | Luis Felipe Laverde                   | Mauricio Ortega    | Hernán Aguirre                 | Álvaro Duarte             | Óscar Sevilla         | Flober Peña                    | Coldeportes - Claro - Zenú            |
| 13e étape          | Óscar Sevilla                         | Óscar Sevilla      | Hernán Aguirre                 | Álvaro Duarte             | Óscar Sevilla         | Flober Peña                    | Coldeportes - Claro - Zenú            |
| Classements finals | Classements finals                    | Óscar Sevilla      | Hernán Aguirre                 | Álvaro Duarte             | Óscar Sevilla         | Flober Peña                    | Coldeportes - Claro - Zenú            |

## Liste des participants
- Liste de départ complète

| Légende                                | Légende                                                                                                  | Légende                         | Légende |
| -------------------------------------- | --- | ------------------------------- | --- |
| Num                                    | Dossard de départ porté par le coureur sur ce Tour de Colombie                                           | Pos                             | Position finale au classement général |
| Leader du classement général           | Indique le vainqueur du classement général                                                               | Leader du classement par points | Indique le vainqueur du classement par points |
| Leader du classement de la montagne    | Indique le vainqueur du classement de la montagne                                                        |                                 | Indique le vainqueur du classement des étapes volantes |
| Leader du classement du meilleur jeune | Indique le vainqueur du classement des moins de 23 ans                                                   |                                 | Indique le vainqueur du classement des néophytes |
| *                                      | Indique un coureur en lice pour le maillot gris (coureurs nés après le 1er janvier 1993)                 | **                              | Indique un coureur en lice pour le classement du meilleur néophyte (coureurs nés après le 1er janvier 1993, n'ayant jamais participé au Tour de Colombie). |
|                                        | Indique le vainqueur du classement du meilleur étranger                                                  |                                 | Indique un maillot de champion national ou mondial, suivi de sa spécialité                                                                                 |
| #                                      | Indique la meilleure équipe                                                                              |                                 | |
| NP                                     | Indique un coureur qui n'a pas pris le départ d'une étape, suivi du numéro de l'étape où il s'est retiré | AB                              | Indique un coureur qui n'a pas terminé une étape, suivi du numéro de l'étape où il s'est retiré                                                            |
| HD                                     | Indique un coureur qui a terminé une étape hors des délais, suivi du numéro de l'étape                   | EX                              | Indique un coureur exclu pour non-respect du règlement, suivi du numéro de l'étape où il s'est fait exclure                                                |

| EPM - Tigo - Une - Área Metropolitana EPM | EPM - Tigo - Une - Área Metropolitana EPM | EPM - Tigo - Une - Área Metropolitana EPM |
| ----------------------------------------- | ----------------------------------------- | ----------------------------------------- |
| Num                                       | Coureur                                   | Pos                                       |
| 1                                         | Óscar Sevilla Colombie Espagne            | 1er                                       |
| 2                                         | Rafael Infantino Colombie                 | 36e                                       |
| 3                                         | Juan Pablo Suárez Colombie                | 17e                                       |
| 4                                         | Edwin Carvajal Colombie                   | 31e                                       |
| 5                                         | Róbigzon Oyola Colombie                   | 49e                                       |
| 6                                         | Stiber Ortiz Colombie                     | 97e                                       |
| 7                                         | Weimar Roldán Colombie                    | 99e                                       |
| 8                                         | Jaime Castañeda Colombie                  | 43e                                       |
| 9                                         | Juan Pablo Rendón Colombie                | 88e                                       |
| 10                                        | Jader Betancur Colombie                   | EX-10                                     |
| Directeur sportif : Raúl Mesa             |                                           |                                           |

| Raza de Campeones - Lotería de Boyacá | Raza de Campeones - Lotería de Boyacá | Raza de Campeones - Lotería de Boyacá |
| ------------------------------------- | ------------------------------------- | ------------------------------------- |
| Num                                   | Coureur                               | Pos                                   |
| 11                                    | Hernando Bohórquez Colombie           | 56e                                   |
| 12                                    | Jeffry Romero Colombie                | 69e                                   |
| 13                                    | Javier Gómez Colombie                 | 78e                                   |
| 14                                    | Michael Rodríguez Colombie            | 27e                                   |
| 15                                    | José Leonel Díaz Colombie             | 18e                                   |
| 16                                    | Yeison Chaparro Colombie              | 55e                                   |
| 17                                    | Wilmer Rodríguez Colombie             | 66e                                   |
| 18                                    | Carlos Parra Colombie                 | 28e                                   |
| 19                                    | Miguel Flórez Colombie**              | 22e                                   |
| 20                                    | Juan Carlos Cruz Colombie**           | 65e                                   |
| Directeur sportif : Rafael Acevedo    |                                       |                                       |

| Movistar Team América MOT       | Movistar Team América MOT          | Movistar Team América MOT |
| ------------------------------- | ---------------------------------- | ------------------------- |
| Num                             | Coureur                            | Pos                       |
| 21                              | Óscar Soliz Bolivie (Route et CLM) | AB-7                      |
| 22                              | Marvin Angarita Colombie           | 116e                      |
| 23                              | Omar Mendoza Colombie              | 26e                       |
| 24                              | Wilson Cepeda Colombie             | 50e                       |
| 25                              | Juan David Vargas Colombie         | 109e                      |
| 26                              | Cristian Talero Colombie           | AB-10                     |
| 27                              | Roller Diagama Colombie**          | 117e                      |
| 28                              | Yuber Contreras Colombie*          | 25e                       |
| 29                              | Diego Ochoa Colombie**             | 91e                       |
| 30                              | Bacilio Ramos Bolivie              | AB-10                     |
| Directeur sportif : Franco Gini |                                    |                           |

| Coldeportes - Claro - Zenú #          | Coldeportes - Claro - Zenú #   | Coldeportes - Claro - Zenú # |
| ------------------------------------- | ------------------------------ | ---------------------------- |
| Num                                   | Coureur                        | Pos                          |
| 31                                    | Camilo Gómez Colombie          | 4e                           |
| 32                                    | Luis Felipe Laverde Colombie   | 3e                           |
| 33                                    | Alejandro Ramírez Colombie     | 5e                           |
| 34                                    | John Martínez Colombie         | 39e                          |
| 35                                    | Freddy Piamonte Colombie       | 74e                          |
| 36                                    | Luis Alfredo Martínez Colombie | 60e                          |
| 37                                    | Juan Pablo Forero Colombie     | 86e                          |
| 38                                    | Juan Martín Mesa Colombie      | 47e                          |
| 39                                    | Julían Marín Colombie          | 90e                          |
| 40                                    | Luis Hernán Quiceno Colombie** | 96e                          |
| Directeur sportif : Oliverio Cárdenas |                                |                              |

| Redetrans - Supergiros                     | Redetrans - Supergiros     | Redetrans - Supergiros |
| ------------------------------------------ | -------------------------- | ---------------------- |
| Num                                        | Coureur                    | Pos                    |
| 41                                         | Víctor Hugo Peña Colombie  | 114e                   |
| 42                                         | Dalivier Ospina Colombie   | 24e                    |
| 43                                         | Diego Calderón Colombie    | 30e                    |
| 44                                         | Andrés Cárdenas Colombie   | 84e                    |
| 45                                         | Carlos Galeano Colombie    | AB-12                  |
| 46                                         | Carlos Ospina Colombie     | AB-7                   |
| 47                                         | Danny Osorio Colombie      | 71e                    |
| 48                                         | Edwin Sandoval Colombie    | 110e                   |
| 49                                         | Alexis Castro Colombie     | 111e                   |
| 50                                         | Sebastián Arango Colombie* | AB-6                   |
| Directeur sportif : Luis Fernando Otalvaro |                            |                        |

| Orgullo Antioqueño ANQ                  | Orgullo Antioqueño ANQ             | Orgullo Antioqueño ANQ |
| --------------------------------------- | ---------------------------------- | ---------------------- |
| Num                                     | Coureur                            | Pos                    |
| 51                                      | Robinson Chalapud Colombie (Route) | 12e                    |
| 52                                      | Mauricio Ortega Colombie           | 2e                     |
| 53                                      | Cristhian Montoya Colombie         | 63e                    |
| 54                                      | Juan David Montoya Colombie        | 120e                   |
| 55                                      | Alexis Camacho Colombie            | 6e                     |
| 56                                      | Rafael Montiel Colombie            | 73e                    |
| 57                                      | Mauricio Ardila Colombie           | 57e                    |
| 58                                      | Óscar Sánchez Colombie             | 105e                   |
| 59                                      | Walter Vargas Colombie             | 87e                    |
| 60                                      | Sebastián Tamayo Colombie          | 92e                    |
| Directeur sportif : Gabriel Jaime Vélez |                                    |                        |

| GW Shimano - Chaoyang - Envía    | GW Shimano - Chaoyang - Envía  | GW Shimano - Chaoyang - Envía |
| -------------------------------- | ------------------------------ | ----------------------------- |
| Num                              | Coureur                        | Pos                           |
| 61                               | Didier Sastoque Colombie       | 70e                           |
| 62                               | Óscar Pachón Colombie          | 51e                           |
| 63                               | Aldemar Reyes Colombie*        | NP-9                          |
| 64                               | Arley Montoya Colombie         | 14e                           |
| 65                               | Daniel Rozo Colombie           | 62e                           |
| 66                               | Juan Alejandro García Colombie | 83e                           |
| 67                               | Jaime Suaza Colombie           | HD-6                          |
| 68                               | Jhonatan Ospina Colombie**     | 61e                           |
| 69                               | Johan Pérez Colombie**         | 126e                          |
| 70                               | Juan David Flórez Colombie**   | 102e                          |
| Directeur sportif : Héctor Pérez |                                |                               |

| Formesan - Bogotá Humana              | Formesan - Bogotá Humana    | Formesan - Bogotá Humana |
| ------------------------------------- | --------------------------- | ------------------------ |
| Num                                   | Coureur                     | Pos                      |
| 71                                    | Francisco Colorado Colombie | 11e                      |
| 72                                    | Fernando Camargo Colombie   | 15e                      |
| 73                                    | Iván Parra Colombie         | 19e                      |
| 74                                    | Fabio Montenegro Colombie   | 48e                      |
| 75                                    | Edwin Parra Colombie        | 42e                      |
| 76                                    | Daniel Balsero Colombie     | AB-12                    |
| 77                                    | Nicolás Paredes Colombie    | 77e                      |
| 78                                    | Rodrigo Guerrero Colombie   | AB-11                    |
| 79                                    | Carlos Becerra Colombie     | 76e                      |
| 80                                    | Jaime Vergara Colombie      | AB-12                    |
| Directeur sportif : Luis Alfonso Cely |                             |                          |

| Manzana Postobón                              | Manzana Postobón              | Manzana Postobón |
| --------------------------------------------- | ----------------------------- | ---------------- |
| Num                                           | Coureur                       | Pos              |
| 81                                            | Bernardo Suaza Colombie       | 21e              |
| 82                                            | Juan Diego Quintero Colombie  | 128e             |
| 83                                            | Hernán Aguirre Colombie*      | 9e               |
| 84                                            | Fernando Orjuela Colombie     | AB-7             |
| 85                                            | Juan Felipe Osorio Colombie** | 72e              |
| 86                                            | Wilmar Paredes Colombie**     | NP-10            |
| 87                                            | Carlos Urán Colombie          | AB-4             |
| 88                                            | Yean Rodríguez Colombie       | HD-6             |
| 89                                            | Daniel Muñoz Colombie**       | 40e              |
| 90                                            | Edson Calderón Colombie       | 37e              |
| Directeur sportif : Luis Fernando Saldarriaga |                               |                  |

| PR - Pijaos                         | PR - Pijaos                 | PR - Pijaos |
| ----------------------------------- | --------------------------- | ----------- |
| Num                                 | Coureur                     | Pos         |
| 91                                  | Steven Giraldo Colombie     | 20e         |
| 92                                  | Remberto Jaramillo Colombie | 16e         |
| 93                                  | Yefferson Vargas Colombie   | 85e         |
| 94                                  | Dúber Quintero Colombie     | AB-6        |
| 95                                  | Alejandro Serna Colombie    | 10e         |
| 96                                  | Carlos Combariza Colombie*  | 52e         |
| 97                                  | José Ángel Bernal Colombie  | 68e         |
| 98                                  | Santiago Ojeda Colombie     | 59e         |
| 100                                 | Jefferson Urrego Colombie   | 112e        |
| Directeur sportif : Rodrigo Pacheco |                             |             |

| Rionegro con más futuro               | Rionegro con más futuro   | Rionegro con más futuro |
| ------------------------------------- | ------------------------- | ----------------------- |
| Num                                   | Coureur                   | Pos                     |
| 101                                   | Marlon Pérez Colombie     | 125e                    |
| 102                                   | Jesús Castaño Colombie    | 113e                    |
| 103                                   | Alexander Gil Colombie    | 67e                     |
| 104                                   | Vladimir López Colombie   | 35e                     |
| 105                                   | Coulton Hartrich Colombie | 108e                    |
| 106                                   | Yerson Sánchez Colombie   | 32e                     |
| 107                                   | Carlos Vargas Colombie*   | 123e                    |
| 108                                   | Daniel Estrada Colombie*  | 118e                    |
| Directeur sportif : Jhon Jaime Rivera |                           |                         |

| Fuerzas Armadas - Ejército Nacional     | Fuerzas Armadas - Ejército Nacional | Fuerzas Armadas - Ejército Nacional |
| --------------------------------------- | ----------------------------------- | ----------------------------------- |
| Num                                     | Coureur                             | Pos                                 |
| 111                                     | Edy Navarrete Colombie**            | AB-6                                |
| 112                                     | Carlos Paloma Colombie**            | AB-6*                               |
| 113                                     | Nadhir Mejía Colombie*              | EX-11                               |
| 114                                     | William Valencia Colombie           | 104e                                |
| 115                                     | Andrés Pineda Colombie              | EX-12                               |
| 116                                     | Yoedison Bustamante Colombie        | AB-7                                |
| 117                                     | Karol Torres Colombie               | 79e                                 |
| 118                                     | Willinton Bustamante Colombie       | 95e                                 |
| 119                                     | Andrés Herrera Colombie*            | 127e                                |
| 120                                     | Carlos Osorio Colombie              | AB-11                               |
| Directeur sportif : José Jaime González |                                     |                                     |

| EBSA - Indeportes Boyacá                | EBSA - Indeportes Boyacá | EBSA - Indeportes Boyacá |
| --------------------------------------- | ------------------------ | ------------------------ |
| Num                                     | Coureur                  | Pos                      |
| 121                                     | Óscar Rivera Colombie    | 8e                       |
| 122                                     | José Jaimes Colombie     | AB-11                    |
| 123                                     | Sebastián Caro Colombie  | 29e                      |
| 124                                     | Pedro Herrera Colombie   | 46e                      |
| 125                                     | Eduardo Jiménez Colombie | 58e                      |
| 126                                     | Giovanni Báez Colombie   | 54e                      |
| 127                                     | Wilson Marentes Colombie | 75e                      |
| 128                                     | Edwin Sánchez Colombie   | 44e                      |
| 129                                     | Álvaro Gómez Colombie    | NP-1                     |
| Directeur sportif : Rafael Antonio Niño |                          |                          |

| Coordinadora - FundaRujano - Alcaldía de Villa de Leyva | Coordinadora - FundaRujano - Alcaldía de Villa de Leyva | Coordinadora - FundaRujano - Alcaldía de Villa de Leyva |
| ------------------------------------------------------- | ------------------------------------------------------- | ------------------------------------------------------- |
| Num                                                     | Coureur                                                 | Pos                                                     |
| 131                                                     | José Rujano Venezuela                                   | 7e                                                      |
| 132                                                     | Gabriel Mendoza Venezuela**                             | 45e                                                     |
| 133                                                     | Heberth Rivas Venezuela                                 | 93e                                                     |
| 134                                                     | Ángel Rivas Venezuela                                   | 101e                                                    |
| 135                                                     | Gusneiver Gil Venezuela                                 | 94e                                                     |
| 136                                                     | Mario Rojas Colombie                                    | 81e                                                     |
| 137                                                     | Álvaro Sainz Colombie                                   | 121e                                                    |
| 138                                                     | Jefferson Vargas Colombie                               | AB-12                                                   |
| 139                                                     | Brayan Benavides Colombie**                             | 115e                                                    |
| Directeur sportif : Ismael Sarmiento                    |                                                         |                                                         |

| Aguardiente Néctar - Alcaldía de Cota - 4WD Rent a Car | Aguardiente Néctar - Alcaldía de Cota - 4WD Rent a Car | Aguardiente Néctar - Alcaldía de Cota - 4WD Rent a Car |
| ------------------------------------------------------ | ------------------------------------------------------ | ------------------------------------------------------ |
| Num                                                    | Coureur                                                | Pos                                                    |
| 141                                                    | Miguel Ángel Reyes Colombie                            | 98e                                                    |
| 142                                                    | Álvaro Duarte Colombie                                 | 23e                                                    |
| 143                                                    | Flober Peña Colombie                                   | 33e                                                    |
| 144                                                    | Antonio Salazar Colombie                               | 122e                                                   |
| 145                                                    | Kristian Yustre Colombie**                             | 119e                                                   |
| 146                                                    | Jahir Pérez Colombie                                   | NP-4                                                   |
| 147                                                    | Víctor Niño Colombie                                   | 34e                                                    |
| 148                                                    | Wilmar Castro Colombie*                                | 38e                                                    |
| Directeur sportif : Alexander Soler                    |                                                        |                                                        |

| D'Amico Bottecchia AZT            | D'Amico Bottecchia AZT    | D'Amico Bottecchia AZT |
| --------------------------------- | ------------------------- | ---------------------- |
| Num                               | Coureur                   | Pos                    |
| 151                               | Giorgio Bocchiola Italie  | 132e                   |
| 152                               | Adriano Brogi Italie      | 129e                   |
| 153                               | Paolo Ciavatta Italie     | 106e                   |
| 154                               | Eduardo Estrada Colombie* | 64e                    |
| 155                               | Iltjan Nika Albanie*      | 133e                   |
| 156                               | Antonio Parrinello Italie | 107e                   |
| 157                               | Thomas Capocchi Italie*   | AB-10                  |
| 158                               | Davide Leone Italie*      | AB-10                  |
| Directeur sportif : Massimo Codol |                           |                        |

| Coopenae - Extralum Economy             | Coopenae - Extralum Economy         | Coopenae - Extralum Economy |
| --------------------------------------- | ----------------------------------- | --------------------------- |
| Num                                     | Coureur                             | Pos                         |
| 161                                     | Josué González Costa Rica (CLM)     | 13e                         |
| 162                                     | Henry Raabe Costa Rica              | 89e                         |
| 163                                     | Rodolfo Villalobos Costa Rica       | 103e                        |
| 164                                     | Paul Betancourt Costa Rica          | AB-12                       |
| 165                                     | Bryan Villalobos Costa Rica (Route) | 124e                        |
| 166                                     | Juan Mata Costa Rica                | AB-5                        |
| 167                                     | Roberto Jiménez Costa Rica          | 130e                        |
| Directeur sportif : José Adrián Bonilla |                                     |                             |

| Indersantander - Gobierno de la Gente | Indersantander - Gobierno de la Gente | Indersantander - Gobierno de la Gente |
| ------------------------------------- | ------------------------------------- | ------------------------------------- |
| Num                                   | Coureur                               | Pos                                   |
| 171                                   | Sergio Argüello Colombie*             | 53e                                   |
| 172                                   | Juan Esteban Gómez Colombie**         | NP-8*                                 |
| 173                                   | Sergio Martínez Colombie**            | 80e                                   |
| 174                                   | Jhon Alexander Pico Colombie          | 41e                                   |
| 175                                   | Alexander Rojas Colombie              | 100e                                  |
| 176                                   | Mauro Rojas Colombie                  | 131e                                  |
| 177                                   | Carlos Alberto Gutiérrez Colombie**   | 82e                                   |
| 178                                   | Johnatan Sarmiento Colombie           | AB-10                                 |
| 179                                   | Carlos Vargas Colombie**              | AB-10                                 |
| Directeur sportif : Hernán Buenahora  |                                       |                                       |